# Kalter Krieg

Bündnisse im Jahr 1980
NATO-Mitglieder
NATO-Verbündete
Warschauer-Pakt-Mitglieder
sozialistische Verbündete des Warschauer Pakts
sonstige Verbündete des Warschauer Pakts
VR China und VR Albanien
Blockfreie Staaten
× antikommunistische Aufstände
× prokommunistische Aufstände
× andere Konflikte

Als der Kalte Krieg wird der Konflikt zwischen den Westmächten unter Führung der Vereinigten Staaten von Amerika und dem sogenannten Ostblock unter Führung der Sowjetunion bezeichnet, den diese von 1947 bis 1989 mit nahezu allen Mitteln austrugen. Zu einer direkten militärischen Auseinandersetzung zwischen den Supermächten USA, der Sowjetunion und ihren jeweiligen Militärblöcken kam es nie, es gab allerdings Stellvertreterkriege, wie den Koreakrieg, Vietnamkrieg und den Krieg in Afghanistan. Der Kalte Krieg trat als Systemkonfrontation zwischen Kapitalismus und Kommunismus in Erscheinung und bestimmte in der zweiten Hälfte des 20. Jahrhunderts weltweit Außen- und Sicherheitspolitik. Dabei wurden jahrzehntelang auf beiden Seiten politische, wirtschaftliche, technische und militärische Anstrengungen unternommen, um den Einfluss des anderen Lagers weltweit einzudämmen oder zurückzudrängen. Als Synonym für diese Ära des 20. Jahrhunderts wird auch die Bezeichnung Ost-West-Konflikt verwendet, in der die unterschiedlichen Phasen der sich ständig wandelnden Beziehungen (Gegenstand der Ost-West-Politik) zwischen den Blöcken besser berücksichtigt sind.
Der Konflikt nahm mehrmals äußerst bedrohlichen Charakter an, sodass die Möglichkeit eines „heißen“ Krieges zwischen den Supermächten näher rückte: in der Berlin-Blockade 1948/49, während der Berlin-Krise 1961, in der Kubakrise 1962 und im Streit um die Mittelstreckenraketen von 1979 bis 1982/83. Zwischen diesen Phasen kam es zu Perioden mit geringerer Konfliktintensität oder auch der Entspannung.
Wo sie das Überwechseln eines Staates in das gegnerische Lager befürchteten, mischten sich die USA und ihre Verbündeten mit verdeckten Operationen ihrer Geheimdienste durch Organisation oder Absicherung von Militärputschen ein, wie die Operation Ajax im Iran, die US-Intervention in Chile, in Guatemala oder in anderen Staaten Süd- und Mittelamerikas. Die Sowjetunion setzte ihre Streitkräfte bei der Niederschlagung eines Volksaufstands in der DDR (17. Juni 1953) ein sowie zur Besetzung Ungarns (1956) und der CSSR (1968), um in diesen beiden Ländern die amtierenden Regierungen zu beseitigen. Mit Bezug auf die von den USA seit dem 19. Jahrhundert praktizierte Monroe-Doktrin sollte die 1968 entwickelte Breschnew-Doktrin ein derartiges Vorgehen der Sowjetunion innerhalb des „sozialistischen Lagers“ auch für die Zukunft rechtfertigen.
Der Konkurrenzkampf beider Systeme zeigte sich in der Verbreitung ideologischer Propaganda der Supermächte und ihrer Verbündeten, an ihrem Wettrüsten, in der Wirtschaftsentwicklung und an Entwicklungen in den Bereichen Kultur, Sport, Wissenschaft und Technologie, etwa bei den aufwändigen Raumfahrtprogrammen beider Seiten.
Als Dauer des Kalten Krieges gilt im Allgemeinen die Nachkriegszeit von 1945 bis zum Zerfall der Sowjetunion 1991. Michail Gorbatschow bezeichnet in seinen Erinnerungen das Gipfeltreffen mit dem Ronald Reagan ablösenden US-Präsidenten George Bush auf Malta im Dezember 1989 als „Anfang vom Ende des Kalten Krieges“.

## Begriffsgeschichte
Der Begriff des Kalten Krieges stammt aus dem Jahr 1945. Der englische Autor George Orwell verwendete ihn im Essay You and the Atomic Bomb am 19. Oktober 1945, im allgemeinen Sinne einer Konfrontation von Supermächten unter der Drohung eines Atomkrieges. Im Observer vom 10. März 1946 schrieb Orwell: „Nach der Moskauer Konferenz im Dezember letzten Jahres begann Russland, einen ‚kalten Krieg‘ gegen Großbritannien und das britische Empire zu führen.“
Zusätzlich wird auf den amerikanischen Finanzier und langjährigen Politikberater Bernard Baruch verwiesen, der den Begriff 1947 in einer Rede benutzte, die ihm der Journalist Herbert Swope geschrieben hatte. Baruch und Swope waren Mitglieder der US-Delegation bei der „Kommission zum Studium internationaler Kontrolle der Atomenergie“ der UNO. Popularisiert wurde der Terminus schließlich vom Journalisten Walter Lippmann (1889–1974) durch das Buch The Cold War. Gefragt nach dem Ursprung des Begriffs verwies Lippmann auf den französischen Ausdruck la guerre froide aus den 1930er Jahren. In den folgenden Jahren wurde „Kalter Krieg“ als politisches Schlagwort gebräuchlich, nicht nur für die nukleare Konfrontation der Supermächte. Die Konfrontation zweier Staaten oder Staatenbündnisse wird so bezeichnet, wenn sie durch Kampfmaßnahmen unterhalb der Schwelle offener militärischer Aktionen gegeneinander geprägt ist. Zu diesen Kampfmaßnahmen gehören militärische Bündnisse, Wettrüsten, diplomatisch-politischer Druck bis hin zu Kriegsdrohungen, wirtschaftlicher Druck durch Embargos, militärisches Eingreifen in regionale Konflikte außerhalb der eigenen Territorien, ideologische Unterwanderung, Förderung von Putschen und Staatsstreichen im anderen „Lager“, internationale Propaganda zum Nachteil des Kontrahenten und zum eigenen Vorteil.

## Überblick

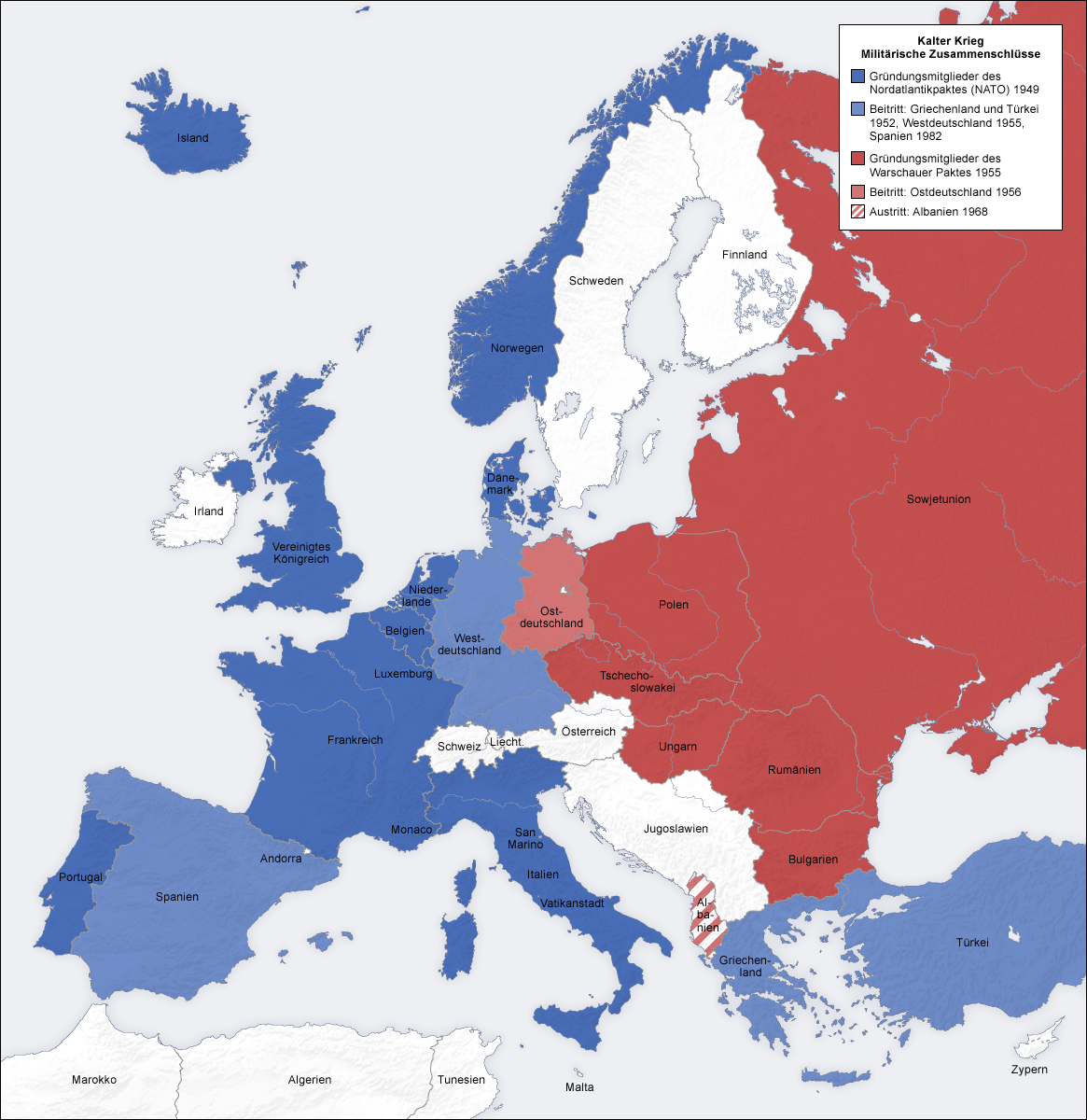
Nicht alle europäischen Länder gehörten einem der beiden Militärbündnisse an …

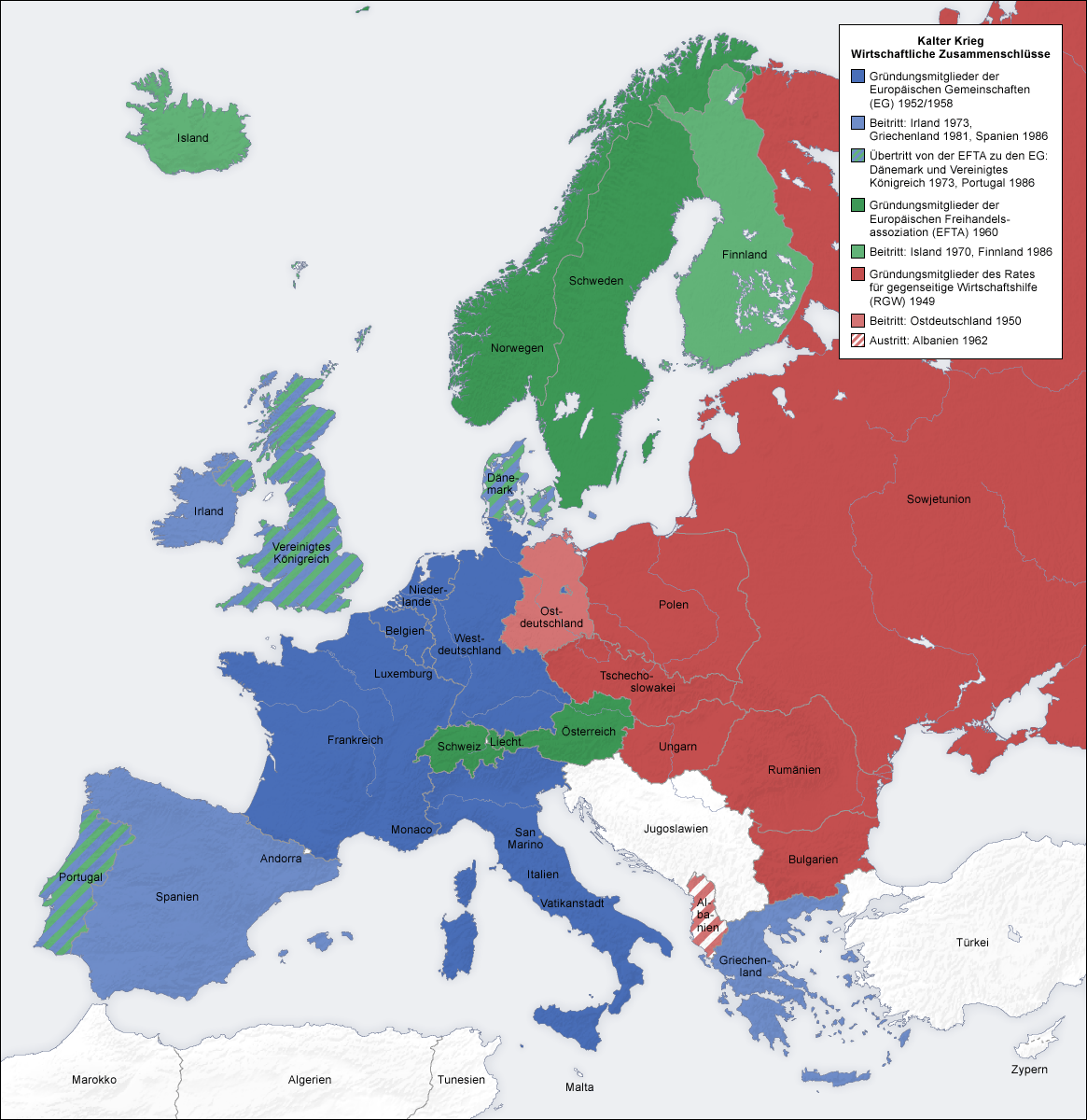
… sie waren jedoch wirtschaftlich meist mit einer Seite verbunden.

### Entstehung
Der Kalte Krieg war die Hochphase eines Weltkonflikts, der 1917 mit der russischen Oktoberrevolution unter Lenins Führung begann, den Russischen Bürgerkrieg nach sich zog, an dem westliche Kräfte auf gegenrevolutionärer Seite teilnahmen, und der sich in den 1920er und 1930er Jahren durch den Revolutionsexport der Kommunistischen Internationale fortgesetzt hatte. Die Anti-Hitler-Koalition seit 1941 überdeckte den Konflikt zeitweise. In der Nachkriegszeit traten die unterschiedlichen Ziele und Interessen der Supermächte bei der Neuordnung der Welt hervor und führten zur Teilung Europas in zwei feindliche Machtblöcke mit zugehörigen Militärbündnissen: der NATO und den Staaten des Warschauer Paktes. Deren Ausdehnung entsprach weitgehend der militärischen Präsenz der US-Truppen und der Roten Armee 1945. In Südostasien schufen die USA mit der Southeast Asia Treaty Organization ein ähnliches Bündnis (gegründet 8. September 1954, aufgelöst 1977), was die Sowjetunion als Provokation sah.
Als Ausgangspunkt des Kalten Krieges gilt die Verkündigung der sogenannten Truman-Doktrin durch US-Präsident Harry S. Truman am 12. März 1947 und der daraus entstehenden Zwei-Lager-Theorie. Deren Hintergrund bildete die Irankrise: In den Jahren 1945 und 1946 versuchte die Sowjetunion, die von Kurden und Aserbaidschanern bewohnten Provinzen Irans abzuspalten, um dort prosowjetische Staaten zu etablieren. Josef Stalin plante, auch in Teheran eine kommunistische Regierung zu installieren. Truman drohte im Frühjahr 1946 Stalin mit ernsthaften Konsequenzen bis hin zum Einsatz von Atomwaffen, wenn er seine Truppen nicht aus dem Iran abzöge. Für Truman stand außer Frage, dass die Kontrolle des iranischen Öls durch die Sowjetunion zu einer Verschiebung des Machtgleichgewichts in der Welt führen würde und die aufstrebende westliche Wirtschaft massiv beschädigen könnte.

### Bipolare Welt
Die Bündnissysteme standen sich hochgerüstet gegenüber und prägten jahrzehntelang eine bipolare Welt mit unvereinbaren Ideologien und Politikkonzepten, die sich gegeneinander definierten. Aus westlicher Sicht standen dabei Freiheit und Demokratie gegen totalitäre Diktatur sowie Marktwirtschaft gegen Planwirtschaft. Aus östlicher Sicht stand die von der Staatspartei geleitete „allseitige Entfaltung der sozialistischen Persönlichkeit“ im Übergang zum Kommunismus gegen das sogenannte Wolfsgesetz der systematischen Ausbeutung im imperialistischen Kapitalismus.

### Wettrüsten

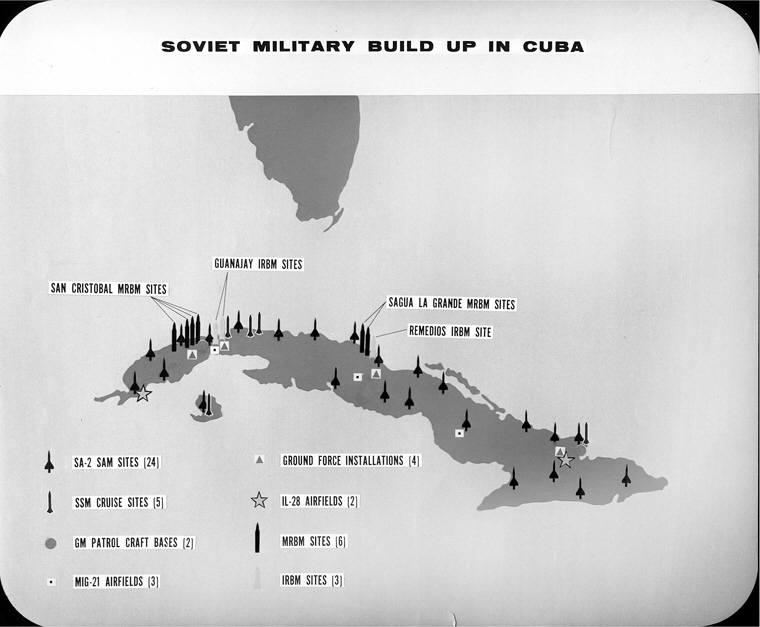
Raketen- und Luftwaffenstützpunkte während der Kubakrise (US-Grafik)

Die Supermächte vermieden den offenen Krieg mit Waffeneinsatz gegeneinander, betrieben aber seit den Atombombenabwürfen auf Hiroshima und Nagasaki ein beispielloses, auch atomares Wettrüsten. Die wechselseitige Androhung des Atomkrieges unter dem Begriff „Abschreckung“ beschwor erstmals die mögliche Selbstauslöschung der Menschheit („Overkill“) herauf. Der Interessenkonflikt drohte mehrmals militärisch zu eskalieren: in der Berlin-Blockade 1948, während des Koreakriegs 1950, beim Mauerbau in Berlin 1961 und besonders während der Kubakrise 1962.

### Dialog und Verlagerung in Drittländer
Nach der Kubakrise regulierten die USA und die UdSSR den Konflikt durch Krisendialog und bilaterale Rüstungskontrolle, setzten aber das Wettrüsten und den Kampf um Einflusszonen unvermindert auch militärisch fort. So waren die USA im Vietnamkrieg, die Sowjetunion bei ihrer Intervention in Afghanistan mit eigenen Truppen direkt beteiligt, während der Rivale die Gegenseite mit Geld, Waffen, Logistik und Informationen unterstützte. Zudem unterstützten beide Supermächte zahlreiche Bürgerkriege und bewaffnete Konflikte in Afrika, Mittel- und Südamerika, wahlweise Rebellengruppen gegen ihnen nicht genehme Regierungen oder umgekehrt.
Die USA betrachten die Staaten Mittelamerikas seit dem 18. Jahrhundert als ihren Backyard (Hinterhof); die Kubanische Revolution 1959 nahmen sie als Bedrohung wahr (was sich in der Kubakrise im Herbst 1962 bestätigte).

### Deutsche Teilung als Kernelement der blockpolitischen Spaltung Europas
Besonders deutlich zeigte sich der Kalte Krieg in der Spaltung Deutschlands und Europas entlang des „Eisernen Vorhangs“, ähnlich auch an der bis heute bestehenden Teilung Koreas entlang des 38. Breitengrads. Die beiden 1949 gegründeten deutschen Staaten standen bis zur friedlichen Revolution in der Deutschen Demokratischen Republik in einem besonders prekären Verhältnis zueinander. Die Bundesrepublik Deutschland erkannte die DDR bis zur neuen Ostpolitik unter Bundeskanzler Willy Brandt nicht als Staat an und unterhielt auch nach dem Grundlagenvertrag 1972 offiziell keine Botschaft, sondern eine Ständige Vertretung. Dagegen bezeichnete die DDR die Bundesrepublik als „BRD“ und Ost-Berlin als Hauptstadt der DDR, obwohl dies den Viermächte-Status von ganz Berlin verletzte.
Trotz Integration der beiden deutschen Staaten in entgegengesetzte politische, militärische und wirtschaftliche Systeme gab es während des Kalten Krieges über 40 Jahre hinweg ein stabiles Band zwischen Bundesrepublik und DDR: den innerdeutschen Handel (idH). Der innerdeutsche Handel ermöglichte trotz der ideologischen Gegensätze „eine große Zahl von Kontakten, Kooperationen usw. im geteilten Deutschland“. Dadurch wirkte sich der innerdeutsche Handel positiv auf das politische Klima zwischen beiden deutschen Staaten aus. „Im Gegensatz dazu blieb im geteilten Korea, wo beide Teilstaaten nichts mit dem innerdeutschen Handel Vergleichbares entwickelten, die trennende Grenze während des Vergleichszeitraumes grundsätzlich unüberwindlich.“

### Rolle der Geheimdienste

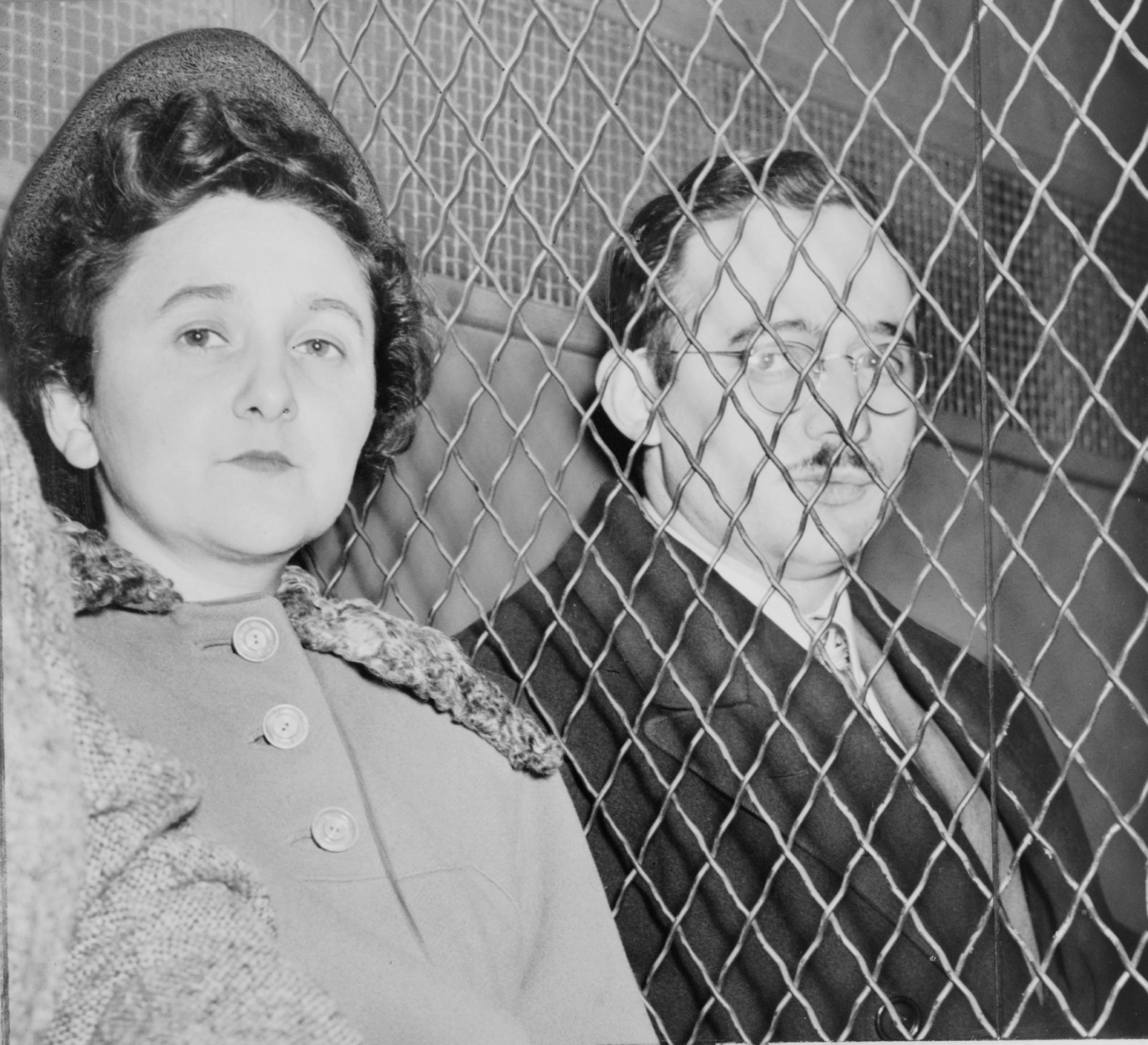
Ethel und Julius Rosenberg (1951)

Geheimdienstliche Aktionen wie Spionage, verdeckte Operationen, gezielte Desinformation wurden beidseits verwendet, Propaganda, Sabotage, Geiselnahmen und sogar Morde an missliebigen Personen prägten den Kalten Krieg seitens des Ostblocks; man weiß, dass die DDR terroristische und separatistische Gruppen in Westeuropa (wie etwa die Gruppe Ralf Forster) logistisch und finanziell unterstützte.
Das galt aber auch für den Westen. Das Church Komitee, das 1974 die Aktivitäten der CIA untersucht hat, kam zu dem Schluss: „Keine ausländischen Führer wurden getötet in Folge von Mordanschlägen durch Beamte der Vereinigten Staaten, obwohl Amerikaner Anschläge mit Todesfolge (Trujillo, Diem, Schneider) ermutigten und mit Sicherheit gegen Castro versuchten.“
Der Westen setzte dabei auf Soft Power wie dem Friedensprojekt der Europäischen Union oder mit dem Versuch der Operation Aedinosaur, im Ostblock systemkritische Literatur zu verbreiten.

### Stellvertreterkriege in der Dritten Welt
Zudem fanden, oft in weniger entwickelten Ländern, sogenannte Stellvertreterkriege oder „geheime Kriege“ statt: So unterstützte die Reagan-Regierung in den 1980er Jahren gegen den Willen des US-Kongresses illegal den Krieg der Contra-Rebellen gegen die linksgerichtete Regierung der Sandinisten in Nicaragua. Im Angolanischen Bürgerkrieg standen sich von den USA, Kuba und der Sowjetunion unterstützte Gruppen gegenüber. Über befreundete Dienste förderte die CIA den afghanischen Widerstand. Vor allem in den 1970er und 1980er Jahren unterstützten die USA zahlreiche rechtsgerichtete Militärdiktaturen in Südamerika – denen sie mit der US-Intervention in Chile an die Macht geholfen hatten und deren Gegner diese in einem sogenannten schmutzigen Krieg auch verschwinden ließen. Dabei bildete das US-Militär auch Todesschwadronen in Lateinamerika und anderen Ländern aus und schulte diese unter anderem in physisch nicht nachweisbaren Foltermethoden (siehe etwa School of the Americas). Als Beispiel für die Auswirkungen dieser Politik gilt El Salvador, wo die US-gestützte Militärdiktatur Anfang der 1980er Jahre etwa 40.000 Oppositionelle ermordete, rund 0,8 % der Bevölkerung.

### Auswirkungen und Ende

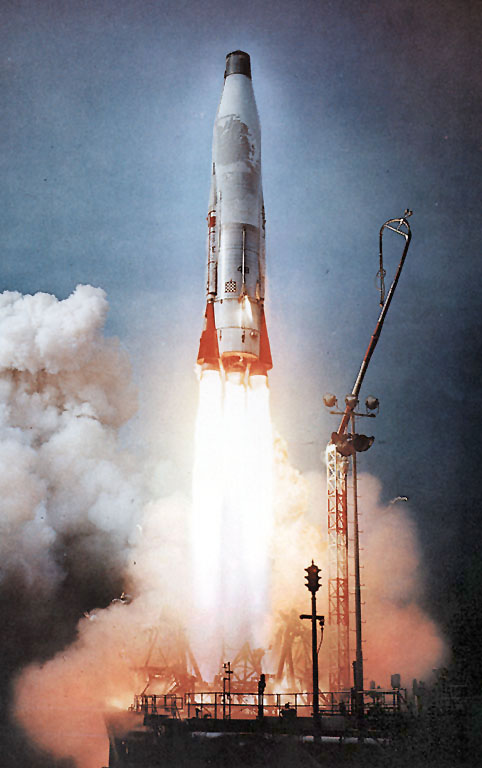
US-Interkontinentalrakete (1958)

Der Rüstungswettlauf trieb die technologische Entwicklung in zivilen Bereichen wie Raumfahrt- und Raketentechnik ebenfalls fortlaufend voran. Die Entwicklung von B- und C-Waffen schuf neue Forschungsfelder in Biologie und Chemie. Für die heutige Elektronik, Computertechnik und den gegenwärtigen Flugzeugbau hat der Kalte Krieg die Weichen gestellt.
Erst mit dem schleichenden Zusammenbruch der Wirtschaft im Ostblock und dem Führungswechsel im Kreml von 1985 eröffneten sich ernsthafte Chancen zu militärischer Abrüstung und politischer Annäherung der Blöcke. Michail Gorbatschows Verzicht auf die Breschnew-Doktrin ermöglichte die zunehmende Selbstbestimmung der Völker Mittelosteuropas. Das zog dann den Zerfall des Eisernen Vorhanges und in dessen Folge die Auflösung des Ostblocks beziehungsweise 1991 den Zerfall der Sowjetunion nach sich. Damit war der Kalte Krieg beendet.

## Vorgeschichte 1917 bis 1940
Im Zuge der Oktoberrevolution 1917 ergriffen die Bolschewiki unter Führung Lenins in Russland die Macht, worauf ein mehrjähriger Bürgerkrieg folgte. Vertreter der Triple Entente befürchteten die Gefahr einer kommunistischen Weltrevolution und versuchten erfolglos, mit Interventionstruppen den Sieg der Bolschewiki zu verhindern. In den USA griff daraufhin die sogenannte Rote Angst um sich.
Erst 1933 erkannten die USA die Sowjetunion an. Ab 1934 versuchte die geopolitisch isolierte Sowjetunion sich den europäischen Demokratien anzunähern, was aber wegen der ablehnenden Haltung Frankreichs und Großbritanniens nicht gelang.
Um sich vor einer Bedrohung durch das Deutsche Reich abzusichern und eigene Eroberungspläne bezüglich Polens, des Baltikums und Finnlands umsetzen zu können, schloss die sowjetische Führung 1939 unmittelbar vor Beginn des Zweiten Weltkrieges einen Nichtangriffspakt mit Deutschland, bekannt als Hitler-Stalin-Pakt. In der Zeit, als die Sowjetunion Hitlers Verbündeter war, besetzte sie die drei baltischen Staaten, presste Rumänien die nach dem Ersten Weltkrieg abgetretenen Gebiete in Bessarabien wieder ab und versuchte Finnland zu erobern. Der Winterkrieg ermöglichte aber nur die Annexion einiger Grenzgebiete Finnlands.

## Anti-Hitler-Koalition und Blockbildung
Nachdem Deutschland die Sowjetunion am 22. Juni 1941 angegriffen hatte, wechselte sie zur Anti-Hitler-Koalition und kämpfte gemeinsam mit den westlichen Alliierten gegen Deutschland und dessen Verbündete in Europa; zwei Wochen vor Kriegsende erklärte sie auch Japan den Krieg. Das Verhältnis zwischen Josef Stalin und dem damaligen US-Präsidenten Franklin D. Roosevelt war relativ entspannt, da Roosevelt sich Hoffnungen auf eine Zusammenarbeit nach dem Krieg machte. Die Sowjetunion wurde mit Kriegsmaterial beliefert (Lend-Lease-Abkommen) und im Luftkrieg strategisch unterstützt.

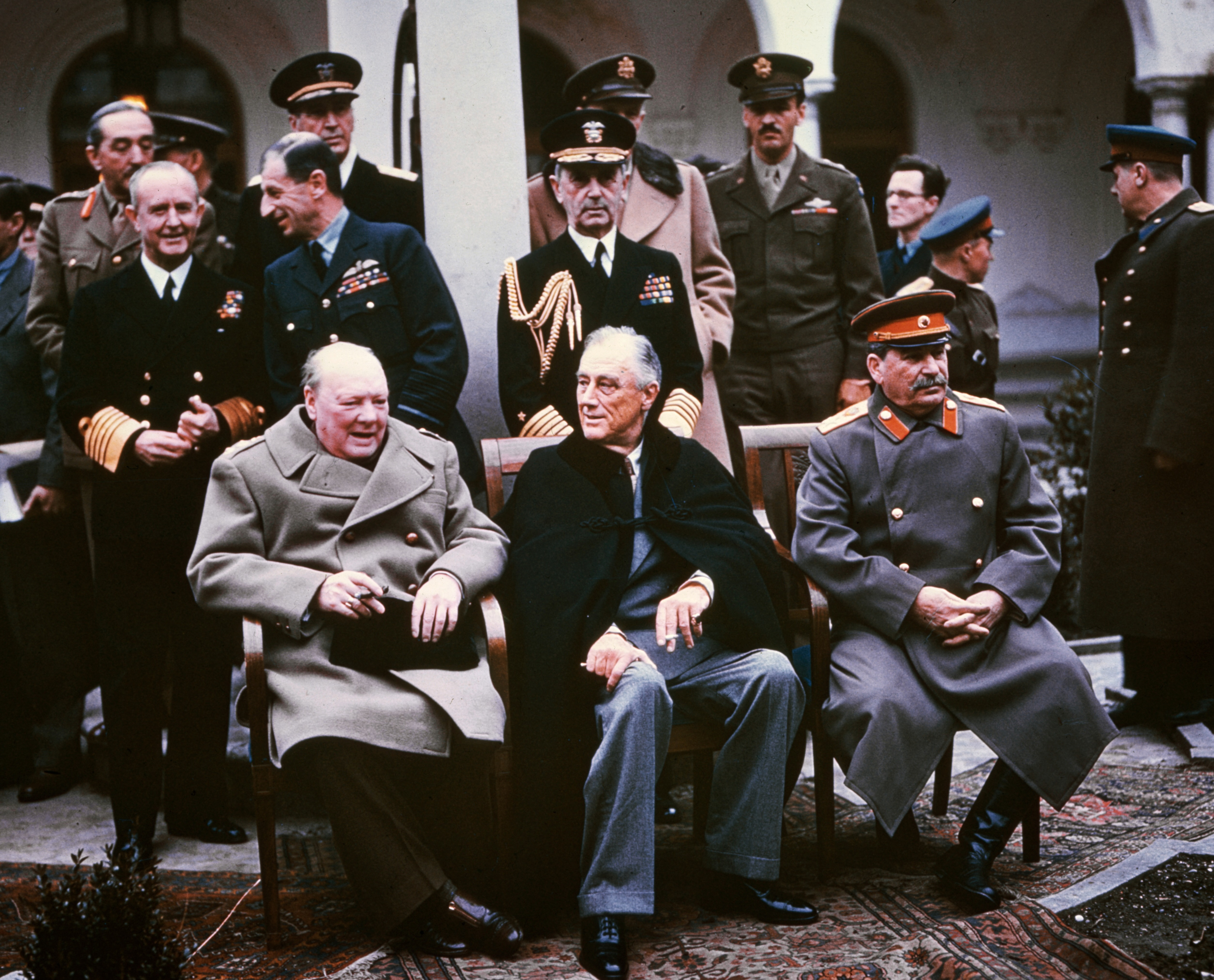
Konferenz von Jalta 4.–11. Februar 1945

Auf der Konferenz von Jalta im Februar 1945 zeigten sich erste Risse in der Anti-Hitler-Koalition: Roosevelt lehnte angesichts der sich abzeichnenden sowjetischen Vorherrschaft in Osteuropa konkrete Vereinbarungen mit der Sowjetunion für die Nachkriegszeit ab. Daraufhin änderte Stalin seinen Kurs und ging verstärkt daran, sowjetische Sicherheitsinteressen in den von ihm kontrollierten Gebieten ohne Rücksprache mit den Westalliierten durchzusetzen.

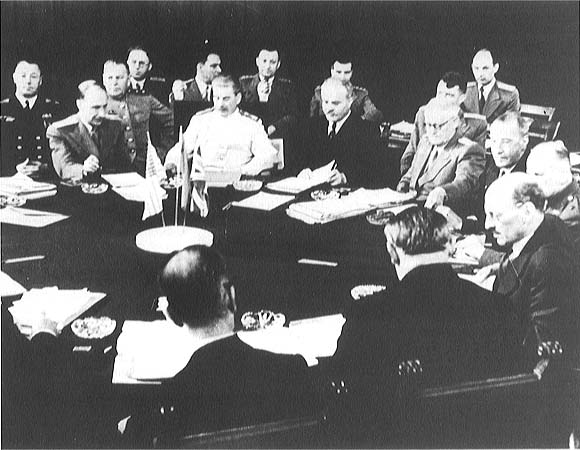
Potsdamer Konferenz 17. Juli – 2. August 1945

### Zerbrechen der Anti-Hitler-Koalition

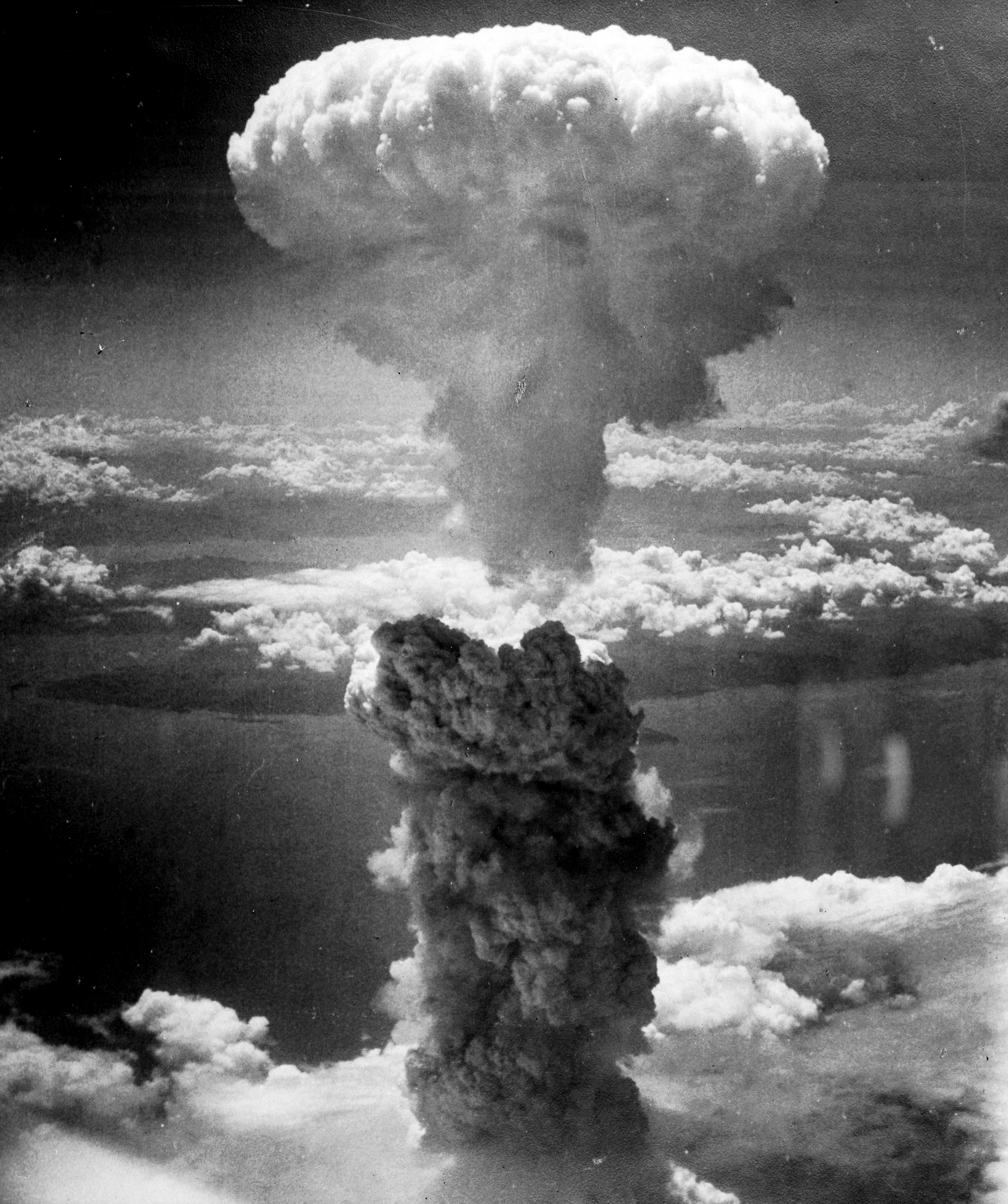
Atombombenabwurf auf Nagasaki am 9. August 1945

Nach Roosevelts Tod am 12. April 1945 zerbrach die Anti-Hitler-Koalition. Unter seinem Nachfolger Truman war das Ziel der Westmächte, die kommunistische Ausbreitung in Europa nach dem Sieg über das Deutsche Reich zu verhindern. Als er auf der Konferenz von Potsdam vom erfolgreichen Trinity-Test der ersten Atombombe am 16. Juli 1945 erfuhr, gab er den Befehl für den Einsatz der neuen Massenvernichtungswaffe. Die Atombombenabwürfe auf Hiroshima und Nagasaki am 6. und 9. August sollten die bedingungslose Kapitulation Japans beschleunigen. Die Abwürfe waren nach Ansicht des US-Historikers David Horowitz eine gezielte Machtdemonstration an die Sowjetunion für die Nachkriegszeit und sollten ihrem weiteren Vorrücken in Ostasien zuvorkommen.
Das Bekanntwerden massiver Spionageaktionen der Sowjetunion in Großbritannien, den USA und Kanada durch Dokumente des am 5. September 1945 übergelaufenen Kryptographen Igor Sergejewitsch Gusenko bewirkte zusätzlich eine deutlich distanziertere Haltung des Westens. Seit der Londoner Konferenz stützten sich die USA politisch gegenüber der Sowjetunion auf ihre wirtschaftliche Überlegenheit und auf ihr Atomwaffenmonopol, das bis August 1949 bestand.

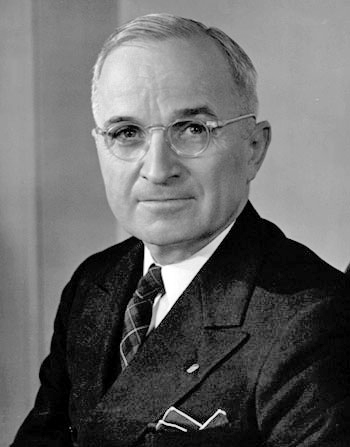
US-Präsident Harry S. Truman, Nachfolger Roosevelts

Deutschlands Nachkriegsordnung war in Potsdam umstritten. Das Potsdamer Abkommen enthielt zwar allgemeine Vereinbarungen über die künftige gemeinsame Verwaltung der Hauptsiegermächte und formulierte Grundsätze wie Demilitarisierung, Entnazifizierung und Demokratisierung; diese wurden aber je nach politischer Interessenlage unterschiedlich ausgelegt.

### Irankrise
Das gegenseitige Misstrauen wuchs, als mit der Irankrise 1946 und im Hinblick auf die politische Entwicklung der Türkei weitere Konfliktherde hinzukamen. In den Jahren 1945 und 1946 hatte Stalin den Versuch unternommen, die von Kurden und Aseris bewohnten Provinzen des Iran abzuspalten, um dort prosowjetische Staaten zu etablieren. So wurde am 12. Dezember 1945 die Autonome Republik Aserbaidschan mit Premierminister Dschaʿfar Pischewari an der Spitze der Regierung ausgerufen. Die Partei Pischewaris, die فرقه دموکرات /‚Demokratische Partei‘, die auf direkte Anordnung Stalins gegründet worden war, begann mit dem Aufbau einer eigenen staatlichen Verwaltung. Die innere und äußere Sicherheit sollte durch bewaffnete Milizen sichergestellt werden. Am 22. Januar 1946 kam es zur Gründung der Republik Mahabad. Ziel Stalins war es, die Ölvorkommen im Norden des Iran unter sowjetische Kontrolle zu bringen. Stalins Weigerung, die im Rahmen der anglo-sowjetischen Invasion im August 1941 in den Norden des Iran einmarschierten sowjetischen Truppen nach Kriegsende wieder abzuziehen, führte zur ersten Konfrontation zwischen den USA und der UdSSR im neu gegründeten Sicherheitsrat der Vereinten Nationen. Nach Unterlagen des iranischen militärischen Geheimdienstes plante Stalin auch in Teheran eine kommunistische Regierung zu installieren, die der dauerhaften Besetzung Irans durch sowjetische Truppen zustimmen und aus dem Iran einen prosowjetischen Satellitenstaat machen würde. Erst die Drohung Präsident Trumans mit ernsthaften Konsequenzen, bis hin zum Einsatz von Atomwaffen, ließ Stalin einlenken.

### Die Bildung des Ostblocks
Stalin setzte im Baltikum bereits 1944 – zum Teil gewaltsam – kommunistische Regierungen ein. In Italien und Frankreich gab es nach dem Zweiten Weltkrieg starke kommunistische Gruppen, die sich aber nicht auf die Rote Armee stützen konnten. In Polen, Rumänien und Bulgarien kamen kommunistische Regimes an die Macht. In Ungarn und der Tschechoslowakei arbeitete Stalin auf kommunistische Staatsstreiche hin, die 1948 glückten. Griechenland und die Türkei versuchte er in den sowjetischen Einflussbereich einzubeziehen. Kommunistische Partisanen kämpften im griechischen Bürgerkrieg gegen die zurückgekehrte griechische Exilregierung, die von britischen Truppenverbänden unterstützt wurde. Gegenüber der Türkei meldete Stalin Gebietsansprüche auf Ardahan und Kars im armenischen Grenzgebiet an, die bis 1918 zu Russland gehört hatten. Ziel der sowjetischen Politik war, eine vorgelagerte Sicherheitssphäre in Mittelost- und Osteuropa zu schaffen, was von der US-Administration mit einer antikommunistischen Eindämmungsstrategie (Containment-Politik) beantwortet wurde.

### Truman-Doktrin
Mit der Truman-Doktrin 1947, in der der US-Präsident ankündigte, „alle freien Völker zu unterstützen, die sich der Unterwerfung durch bewaffnete Minderheiten oder durch Druck von außen widersetzen“, gingen die Vereinigten Staaten unmissverständlich auf antikommunistischen und antisowjetischen Kurs. Anlass dafür war die Situation im Iran, in Griechenland und der Türkei, die keine kommunistischen Regime erhalten sollten. Den Anstoß für die in der Truman-Doktrin demonstrativ vollzogene außenpolitische Wende hatte das long telegram des amerikanischen Diplomaten George F. Kennan gegeben, der aufgrund seiner Beobachtungen in Moskau jedes politische Arrangement mit der Sowjetunion ablehnte.
Der Marshallplan bot allen europäischen Staaten, auch der Sowjetunion, Unterstützung beim Wiederaufbau an. Die Verhandlungen dazu in Paris brach letztere jedoch ab, da die USA politische und wirtschaftliche Rahmenbedingungen vorgaben, die für die Sowjetunion mit ihrer zentralistisch organisierten Wirtschaft inakzeptabel waren. Die osteuropäischen Staaten unter sowjetischer Vorherrschaft mussten auf amerikanische Wirtschaftshilfe verzichten und wurden ökonomisch eng an die Sowjetunion gebunden.
In ihrer Außenpolitik begünstigten die USA den westeuropäischen Wiederaufbau- und Einigungsprozess auf der Basis privatwirtschaftlicher und parlamentarischer Strukturen. In der Außenhandelspolitik zielten sie auf offene Märkte und die Durchsetzung des US-Dollars als Leitwährung.
Am 20. Juni 1948 führten die Westalliierten nach gescheiterten Verhandlungen mit der Sowjetunion eine Währungsreform in ihren Besatzungszonen Deutschlands durch, von der auch die Viersektorenstadt Berlin betroffen war. Die Sowjetunion betrachtete dies als Bruch der Potsdamer Konferenzbeschlüsse, wonach Deutschland als politische und wirtschaftliche Einheit zu wahren war, und antwortete am 24. Juni 1948 mit der Berlin-Blockade, einer totalen Blockade der Land- und Wasserwege auf dem Gebiet der Sowjetischen Besatzungszone zu den Westsektoren Berlins. Diese sollten von der Versorgung mit Lebensmitteln und Brennstoffen abgeschnitten werden, um ihre Unterstellung unter sowjetische Kontrolle oder anderweitige politische Zugeständnisse zu erzwingen. Das verhinderte der Westen mit der Berliner Luftbrücke. Dieser erste Höhepunkt des Kalten Krieges verstärkte die westliche Furcht vor einer sowjetischen Expansion in Europa.

### Gründung der Bundesrepublik Deutschland
Im April 1949 wurden die drei Westzonen zur Bundesrepublik Deutschland vereint und das westliche Militärbündnis NATO gegründet. Die UdSSR zogen mit der bereits vorbereiteten Gründung der Deutschen Demokratischen Republik gleich. Damit war die Teilung Deutschlands und Europas besiegelt und die bipolare Weltordnung zementiert. Auch wirtschaftlich festigte sich die Teilung mit der für die Koordination der Marshallplan-Hilfen 1948 gegründeten Organisation für europäische wirtschaftliche Zusammenarbeit und mit der ab 1952 bestehenden Europäischen Gemeinschaft für Kohle und Stahl (EGKS) im Westen sowie mit der Bildung des Rats für gegenseitige Wirtschaftshilfe (RGW/COMECON) im Osten. Die wichtigsten westlich orientierten Staaten praktizierten ab 1950 gegen die Ostblockstaaten das COCOM-Embargo für Hochtechnologie und Rüstungsgüter.

### Rollback-Strategie der USA gegen den Kommunismus

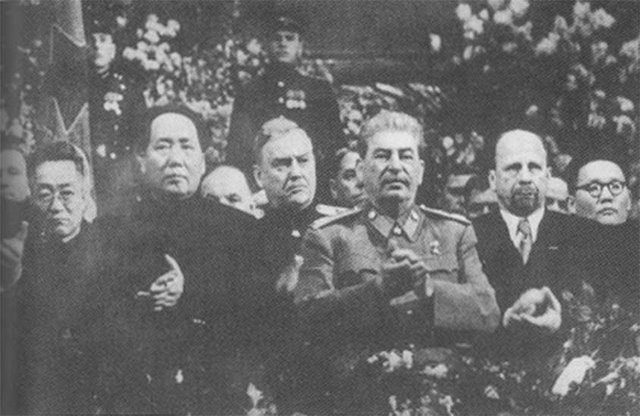
Mao Zedong bei Josef Stalins Geburtstagsfeier, Dezember 1949

Ebenfalls 1949 zündete die Sowjetunion ihre erste Atombombe. In China gelangten die Kommunisten unter Mao Zedong an die Macht. Im Zuge dessen verstärkten die USA ihre Eindämmungspolitik. Sie erkannten die neue chinesische Regierung nicht an, verweigerten der Volksrepublik China die Mitgliedschaft in den Vereinten Nationen und unterstützten Japans Entwicklung zu einem antikommunistischen Gegenpol. Ihre auch für die NATO verbindliche Militärstrategie basierte bis 1954 auf der Drohung mit „massiver Vergeltung“ (massive retaliation) „an Orten und mit Mitteln eigener Wahl“ für jeden nicht näher definierten kommunistischen Expansionsversuch. Damit verfolgten die USA nun offen eine Politik des roll back, d. h. ein Zurückdrängen des Staatskommunismus in Eurasien.

## Koreakrieg, Berliner Mauer, Kongo- und Kubakrise

### Erster Stellvertreterkrieg in Korea
Im Juni 1950 eskalierte der Kalte Krieg in Nordostasien zum Koreakrieg – einem Stellvertreterkrieg vor allem zwischen den USA, die Südkorea unterstützten, und der VR China, die Nordkorea unterstützte. Dieser Krieg forderte nach Schätzungen vier bis fünf Millionen Opfer. Vorausgegangen war 1949 der Abzug der sowjetischen Truppen aus Nordkorea und der US-Truppen aus Südkorea. Beide Siegermächte des Zweiten Weltkrieges hatten das Land nach der Kapitulation Japans entlang des 38. Breitengrades geteilt. Da sowohl der nordkoreanische als auch der südkoreanische Diktator, Kim Il-sung bzw. Rhee Syng-man, eine notfalls gewaltsame Vereinigung Koreas unter jeweils ihrer Führung anstrebten, kam es in der Folgezeit zu wiederholten Grenzverletzungen beider Seiten. Nachdem Kim von Stalin und Mao grünes Licht erhalten hatte, überschritten nordkoreanische Truppen im Juni 1950 die Grenze und besetzten innerhalb weniger Wochen den Großteil Südkoreas. Die USA intervenierten daraufhin mit eigenen Verbänden, in deren Folge die Nordkoreaner bis November so weit zurückgedrängt wurden, dass nur das Eingreifen von inoffiziellen chinesischen Truppen wiederum Nordkorea vor US-amerikanischer Besetzung bewahrte. Weltkriegserfahrene sowjetische Piloten flogen chinesischerseits in MiG-15-Düsenjägern mit nordkoreanischen Hoheitszeichen Angriffe gegen amerikanische F-86 „Sabre“-Jets.
Weil die Sowjetunion den Sicherheitsrat der Vereinten Nationen vorübergehend boykottierte, beschloss dieser mit der Resolution 85 ein militärisches Eingreifen in den Koreakrieg. Nach weiteren verlustreichen Kämpfen ohne nennenswerte Erfolge beider Kriegsparteien wurde rund drei Jahre nach Beginn der Auseinandersetzung ein gültiges Waffenstillstandsabkommen abgeschlossen (vgl. aber auch Nordkorea-Krise 2013), in dem der 38. Breitengrad als Grenze zwischen Nord- und Südkorea verankert wurde.
Vor und während des Krieges wurden zahlreiche völkermordähnliche Massaker in Südkorea an Zivilpersonen (erwiesene oder mutmaßliche Unterstützer von Kommunisten) durchgeführt. Eine Aufarbeitung der Massaker wurde zwischen 2005 und 2010 durch die Truth and Reconciliation Commission in Südkorea versucht. In deren Berichten wurden schwere Verbrechen und Menschenrechtsverletzungen festgestellt.

### McCarthy-Ära: massiver Antikommunismus in den USA

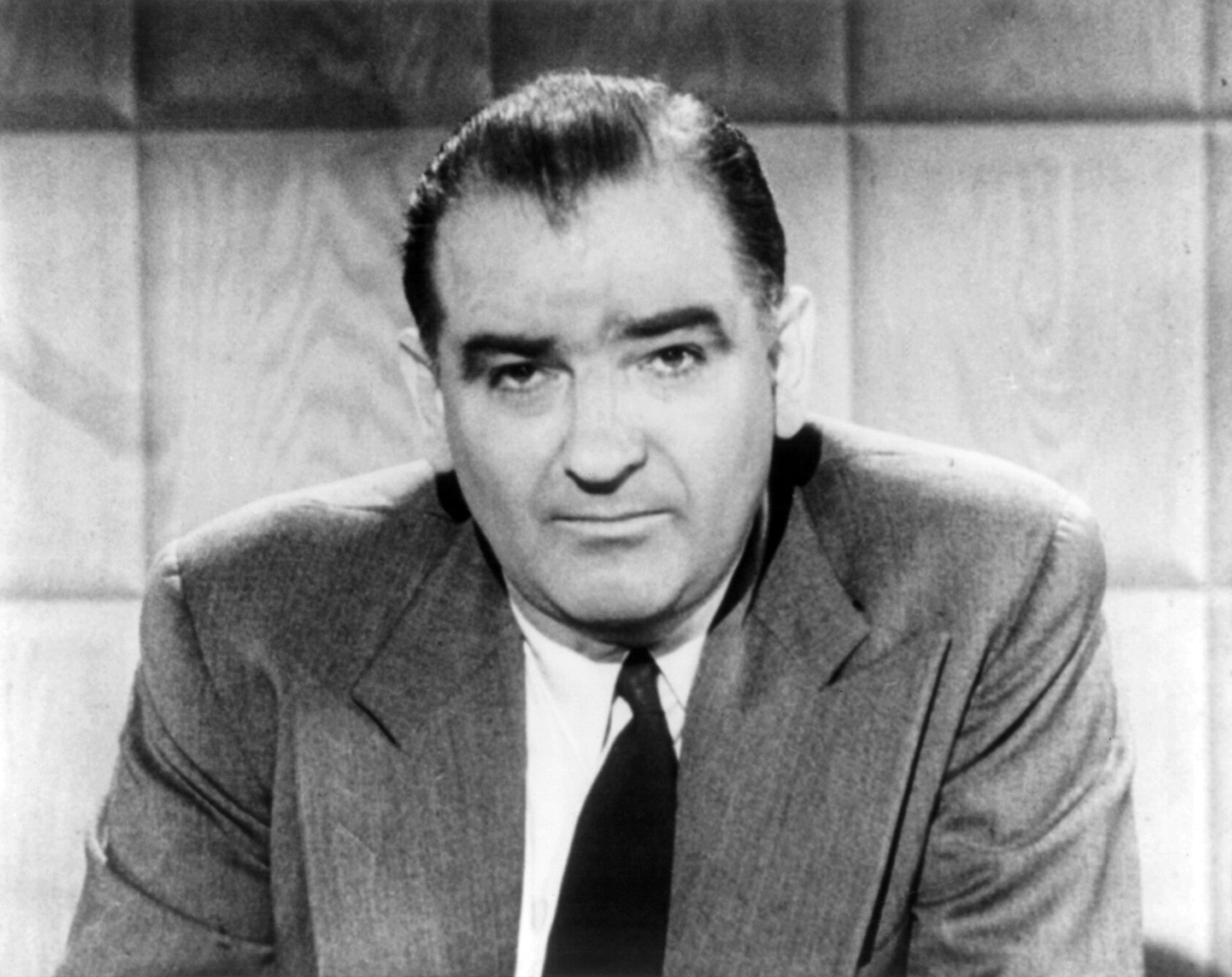
Joseph McCarthy (1954)

In den USA nahm zu Beginn der 1950er Jahre der Antikommunismus enorm zu. Das 1938 gegründete Komitee für unamerikanische Umtriebe wurde dafür nun zur wichtigsten Schaltstelle. Senator Joseph McCarthy leitete den Ausschuss zur Untersuchung „antiamerikanischer Umtriebe“. Er versuchte systematisch nicht nur Kommunisten, sondern auch liberale Intellektuelle als vermeintliche Spione und Systemgegner ausfindig zu machen, zu verhören, einzuschüchtern und aus ihren Ämtern zu entfernen („McCarthyism“). 1954 wurde er schließlich wegen seines unverhältnismäßigen Vorgehens gerügt und abgelöst.
Mit den „Stalin-Noten“ versuchte der sowjetische Diktator 1952, die sich anbahnende (u. a. militärische) Westintegration der Bundesrepublik Deutschland aufzuhalten. Er bot eine Vereinigung Deutschlands an, wenn dieses keinem Militärbündnis angehöre. Freie Wahlen erwähnte er zunächst nicht. Die bundesdeutsche Politik vermutete ein Störmanöver. Tatsächlich fanden sich später in sowjetischen Archiven keine Pläne für den Fall, dass der Westen auf das Angebot eingegangen wäre. Unterschiedliche Auffassungen gab es nur darüber, ob das Angebot ignoriert werden sollte (die Mehrheit mit Adenauer) oder ob man auf das Angebot eingehen und damit Stalin bloßstellen solle (die Minderheit, unter anderem Kurt Schumacher von der SPD).
1955 wurde ein Angebot der Sowjetunion für die endgültige Neutralisierung Österreichs angenommen. Anders als im deutschen Fall hatte es in Österreich schon 1945 eine gesamtösterreichische Regierung gegeben, und die sowjetische Besatzungszone in Österreich war in ihrer Bedeutung nicht mit der in Deutschland vergleichbar.

### Wiederbewaffnung Westdeutschlands und Tod Stalins
Mit dem Amt Blank begann 1952 die westdeutsche Wiederbewaffnung der Bundesrepublik, nachdem im Vorjahr schon der Bundesgrenzschutz (BGS) gegründet worden war. Die DDR verfügte bereits in ihrer Gründungszeit mit der Hauptverwaltung Ausbildung über militärische Einheiten.
Als am 5. März 1953 Josef Stalin starb, boten sich Chancen zur „Entstalinisierung“ der Sowjetunion. Sein Nachfolger Nikita Chruschtschow setzte angesichts der atomaren Pattsituation und massiver innenpolitischer Probleme auf einen Entspannungskurs und leitete die Politik der „friedlichen Koexistenz“ ein. Die kurze Phase endete mit dem Aufstand vom 17. Juni 1953 in der DDR, der demonstrierte, dass die DDR-Regierung nicht das Vertrauen ihrer Bürger genoss, dass freie Wahlen sie entmachtet und die Eigenstaatlichkeit der DDR gefährdet hätten.

### Strategie der massiven atomaren Vergeltung
1954 zog die Sowjetunion bei den Wasserstoffbomben und neuen Flugzeugen mit interkontinentaler Reichweite mit den USA gleich. Damit etablierte sich das sogenannte Gleichgewicht des Schreckens. Dessen Erhaltung bestimmte fortan die Beziehungen der Supermächte und trieb das Wettrüsten zusätzlich voran. Die USA begannen nun, in Westeuropa auch auf dem Boden der Bundesrepublik nuklearfähige Artillerie und Kurzstreckenraketen aufzustellen. Sie hielten an der Abschreckungsdoktrin der „massiven Vergeltung“ und ihrem Entscheidungsmonopol zur atomaren Eskalation im „Verteidigungsfall“ fest.
Eine Folge der 1955 abgeschlossenen Pariser Verträge war in der Bundesrepublik die offene Wiederbewaffnung. Der Aufstellung der Bundeswehr als konventionelle, in die NATO-Struktur integrierte Armee folgte im selben Jahr die Gründung des Warschauer Paktes durch die Sowjetunion und ihre Satellitenstaaten und 1956 die Aufstellung der Nationalen Volksarmee (NVA) der DDR aus der bereits vorhandenen Kasernierten Volkspolizei (KVP). Vergeblich strebten Bundeskanzler Konrad Adenauer und Verteidigungsminister Franz Josef Strauß in den darauffolgenden Jahren die atomare Bewaffnung der Bundeswehr zur Erlangung der vollen militärischen Gleichberechtigung im Westen an.

### Volksaufstand in Ungarn
1956 kam es in Ungarn zu einem Volksaufstand. Mehrere hunderttausend Demonstranten forderten mit Rundfunkbesetzungen und einem Generalstreik demokratische Wahlen sowie eine Loslösung von der Sowjetunion und riefen Imre Nagy zum Ministerpräsidenten aus. Als dieser den Austritt aus der Warschauer Pakt-Organisation verkündete, schlugen sowjetische Truppen den Aufstand nieder und töteten etwa 20.000 Ungarn. Hilfe aus dem Westen, auf die Radio Free Europe Hoffnung gemacht hatte, blieb aus. Die Westmächte waren zeitgleich mit der Suez-Krise befasst, die dazu führte, dass nach der Verstaatlichung des Suez-Kanals durch Ägyptens neuen Führer Gamal Abdel Nasser Frankreich, Großbritannien und Israel Ägypten vom 29. Oktober 1956 an militärisch angriffen.
Im April 1957 machte ein Interview Adenauers die Pläne, Atomwaffen auf dem Boden der Bundesrepublik zu stationieren, öffentlich bekannt. Das „Göttinger Manifest“ von 18 Physikern (12. April) leitete die erste breite außerparlamentarische Opposition in der Bundesrepublik ein: die Bewegung Kampf dem Atomtod, die vor allem von SPD, Kirchen und Gewerkschaften getragen wurde. Sie forderte den Verzicht auf Atomwaffen und teilweise den Austritt aus der NATO.

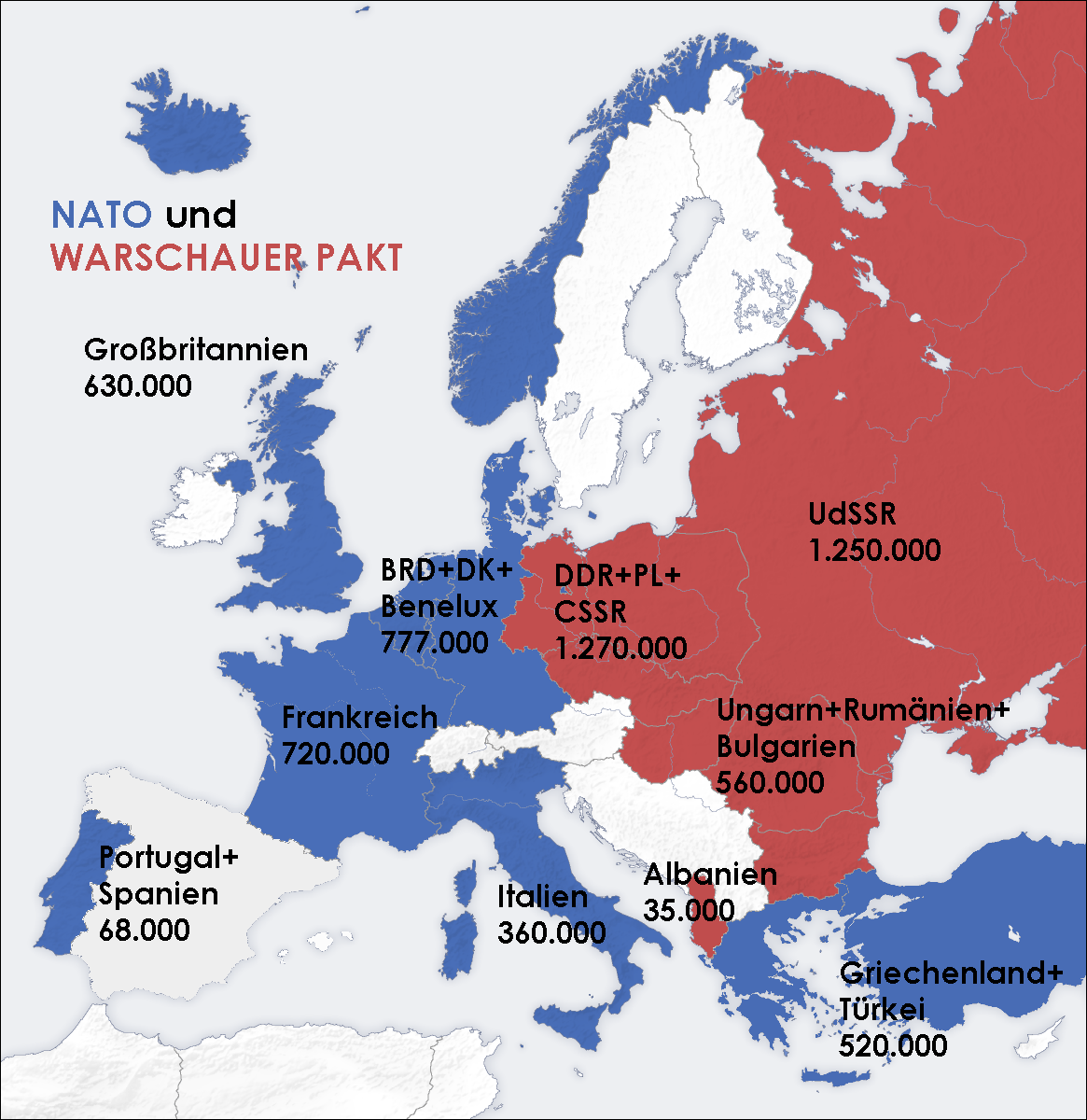
Truppenstärke der NATO-Mitgliedsstaaten inkl. Kontingente aus den USA und Kanada und der Staaten des Warschauer Paktes in Europa 1959

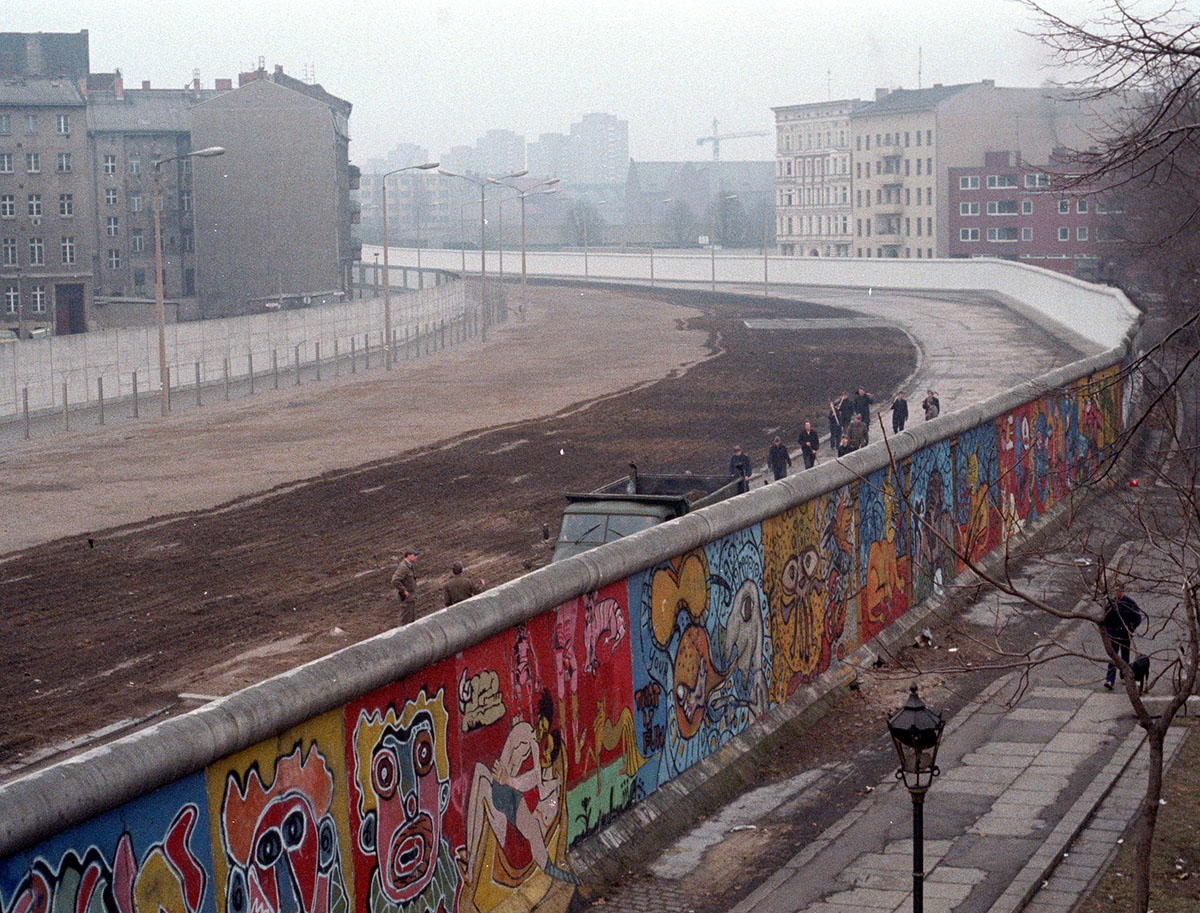
Die Berliner Mauer am Bethaniendamm, 1986

### Abrüstungspläne und Sputnikschock
Am 2. Oktober 1957 schlug der polnische Außenminister Adam Rapacki vor der UNO-Vollversammlung überraschend einen beiderseitigen Verzicht der Militärbündnisse auf Atomwaffen und eine Entmilitarisierung ganz Mitteleuropas vor (Rapacki-Plan). Damit griff er Vorschläge des britischen Premierministers Anthony Eden (Eden-Plan) von 1954 auf, die eine entmilitarisierte Zone auf beiden Seiten des Eisernen Vorhangs vorgesehen hatten, um Erfahrungen in der Kontrolle von Abrüstungsmaßnahmen zu sammeln. Der sowjetische Außenminister Molotow hatte diese Idee weiterentwickelt. Doch seine Vorschläge verlangten den Verzicht auf atomare Bewaffnung der im konventionellen Bereich seinerzeit weit unterlegenen NATO, während der Westen die Auflösung des Warschauer Pakts verlangte. Als die NATO im Dezember 1957 – nach dem Sputnikschock – ihre Atombewaffnung beschloss, war der Rapacki-Plan gescheitert und das atomare Wettrüsten der Blöcke nicht mehr aufzuhalten. Die Bundeswehr erhielt jedoch keine eigenen Atomwaffen.
Ein 1960 als „Friedensgipfel“ geplantes Treffen in Paris zwischen US-Präsident Eisenhower und Chruschtschow scheiterte. Kurz zuvor war ein US-Spionageflugzeug über der Sowjetunion abgeschossen worden, wobei der Pilot Francis Gary Powers überlebte und in Gefangenschaft geriet. Die USA gaben zu, die Sowjetunion seit 1956 unter Verletzung ihres Luftraums zu beobachten. Chruschtschow verlangte vom Präsidenten das Eingeständnis, dass es sich dabei um „aggressive Akte“ gehandelt habe, was Eisenhower ablehnte. Im selben Jahr entschlossen sich die USA zu ersten wirtschaftlichen Maßnahmen gegen Kuba, da die seit Anfang 1959 dort herrschende Revolutionsregierung unter Fidel Castro einen sozialistischen Kurs eingeschlagen hatte. Darauf folgte eine Reihe erfolgloser verdeckter Operationen, um das Castro-Regime zu stürzen. Daneben begann zwischen der Sowjetunion und der VR China der Konflikt um die Führungsrolle im Weltkommunismus.

### Bau der Berliner Mauer
Seit 1958 hatte die Sowjetunion in der Deutschlandpolitik mit dem Chruschtschow-Ultimatum, das den Abzug der Westmächte aus ihren Berliner Sektoren verlangte, um Berlin zur entmilitarisierten „Freien Stadt“ zu machen, massiven Druck aufgebaut. Wesentliche Ursache dafür war die steigende Anzahl von Flüchtlingen, die die DDR über die offene Sektorengrenze nach West-Berlin verließen. Nachdem die Westmächte das Ultimatum folgenlos hatten verstreichen lassen, formulierte US-Präsident John F. Kennedy „three essentials“ in Bezug auf die Lage der Stadt, die der sowjetischen Seite Möglichkeiten und Grenzen ihrer Handlungsfreiheit aufzeigten: dauerhaftes Bleiberecht und freier Zugang für die Westalliierten in und nach West-Berlin sowie politisches Selbstbestimmungsrecht der West-Berliner. Die Westmächte griffen daher zunächst nicht ein, als die DDR-Führung unter Walter Ulbricht am 13. August 1961 mit Grenzabsperrungen begann, die in die Errichtung der Berliner Mauer mündeten. (Auf einer Pressekonferenz im Juni 1961 hatte Ulbricht diese Absicht ausdrücklich bestritten.) Damit sollte die Abwanderung von Fachkräften in den Westen, circa 2,6 Millionen Menschen seit 1949, gestoppt werden. Die staatliche Propaganda behauptete, die Mauer sei ein Antifaschistischer Schutzwall. Am Checkpoint Charlie in Berlin standen sich kurzzeitig sowjetische Panzer und US-Panzer direkt gegenüber. Insgesamt starben bis 1989 wegen des Schießbefehls an der innerdeutschen Grenze mehrere hundert Menschen bei Fluchtversuchen. Es gab nur selten Zwischenfälle mit Waffeneinsatz zwischen Bundesgrenzschutz und Grenztruppen der DDR.

### Kongokrise

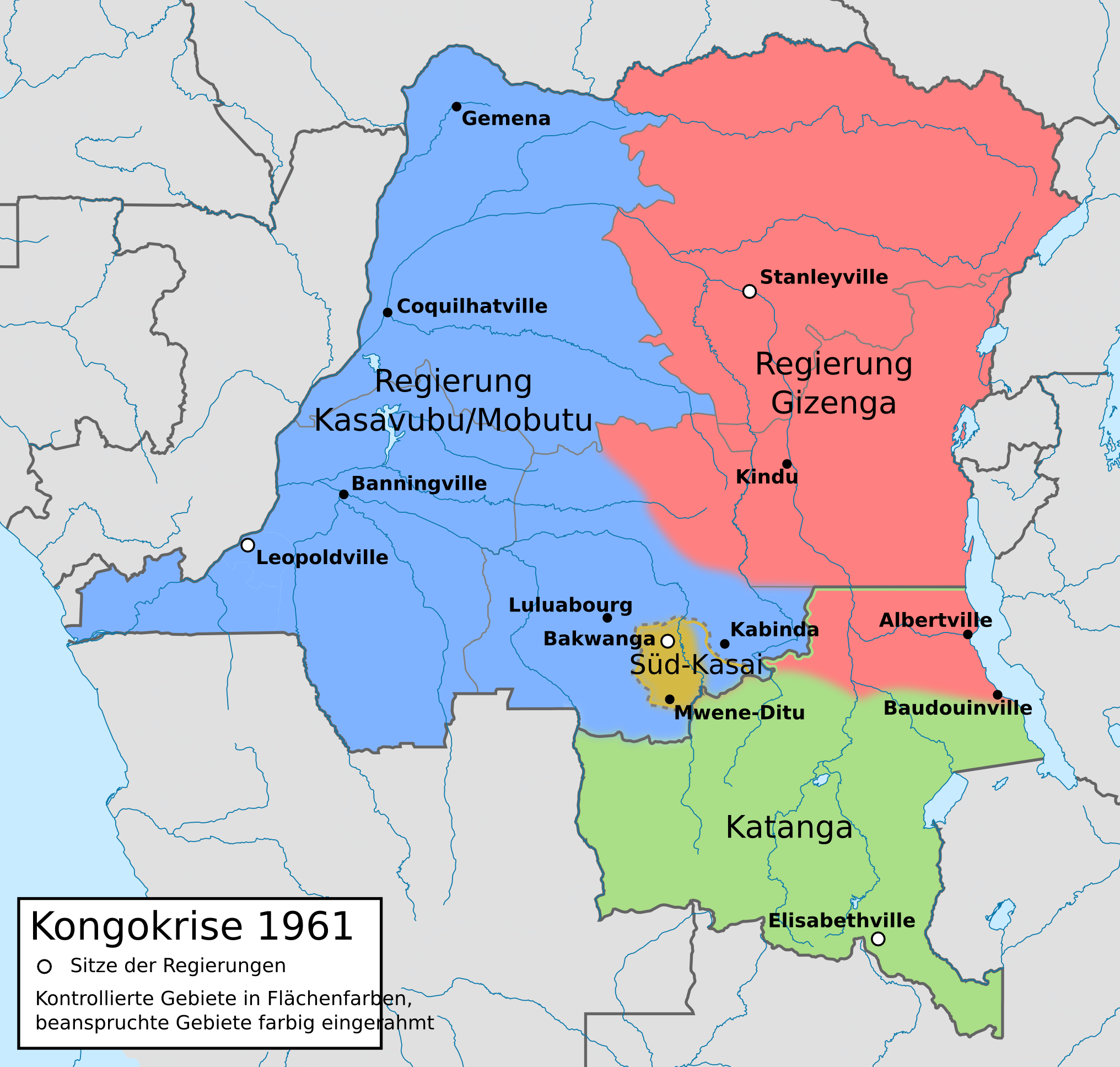
Machtbereiche während der Kongo-Krise 1961

Zwischen 1960 und 1965 wurde auch Afrika für die Weltöffentlichkeit während der Kongo-Krise zu einem Schlachtfeld des Kalten Krieges. Am 30. Juni 1960 wurde die rohstoffreiche Demokratische Republik Kongo, ein Land von der Größe Westeuropas, von Belgien unabhängig. Joseph Kasavubu wurde Staatspräsident, der bedeutende Panafrikanist und Führer der kongolesischen Unabhängigkeitsbewegung Patrice Lumumba wurde der erste Ministerpräsident des jungen Landes. Den jungen Staat konnte Lumumba allerdings nicht zusammenhalten, da aufgrund mangelnder Fachkräfte die Wirtschaft zusammenbrach, die Armee meuterte, im Herbst 1960 eine Invasion der alten Kolonialmacht Belgien stattfand und sezessionistische Bestrebungen in der Provinz Katanga das Land auseinanderrissen. Insbesondere die kontinuierlichen Interventionen Belgiens, der USA, aber auch der Sowjetunion führten zu einer Eskalation und zwischen 1961 und 1963 zu einem internationalen Stellvertreterkrieg zwischen den beiden Supermächten und der alten Kolonialmacht Belgien. Lumumba wurde schließlich vom Militär abgesetzt und verhaftet. Zwar konnte er der Haft kurz entfliehen, wurde aber kurze Zeit später wieder ergriffen, seinem Gegner Moïse Tschombé ausgeliefert und anschließend am 17. Januar 1961 ermordet. Eine persönliche Beteiligung der CIA sowie des belgischen Geheimdienstes wurde im Jahr 2000 bestätigt. Während der Krise kam der damalige Generalsekretär der Vereinten Nationen Dag Hammarskjöld am 18. September 1961 bei einem ungeklärten Flugzeugabsturz ums Leben. 1964 starteten Anhänger Lumumbas unter Christophe Gbenye die Simba-Rebellion. Diese Rebellion konnte aber trotz logistischer Unterstützung der Sowjetunion sowie der Volksrepublik China und einer kleinen Kubanischen Expeditions-Truppe unter Che Guevara von der prowestlichen Zentralregierung mit direkter militärischer Unterstützung der United States Air Force und der belgischen Para-Commando-Brigade niedergeschlagen werden.

### Kubakrise

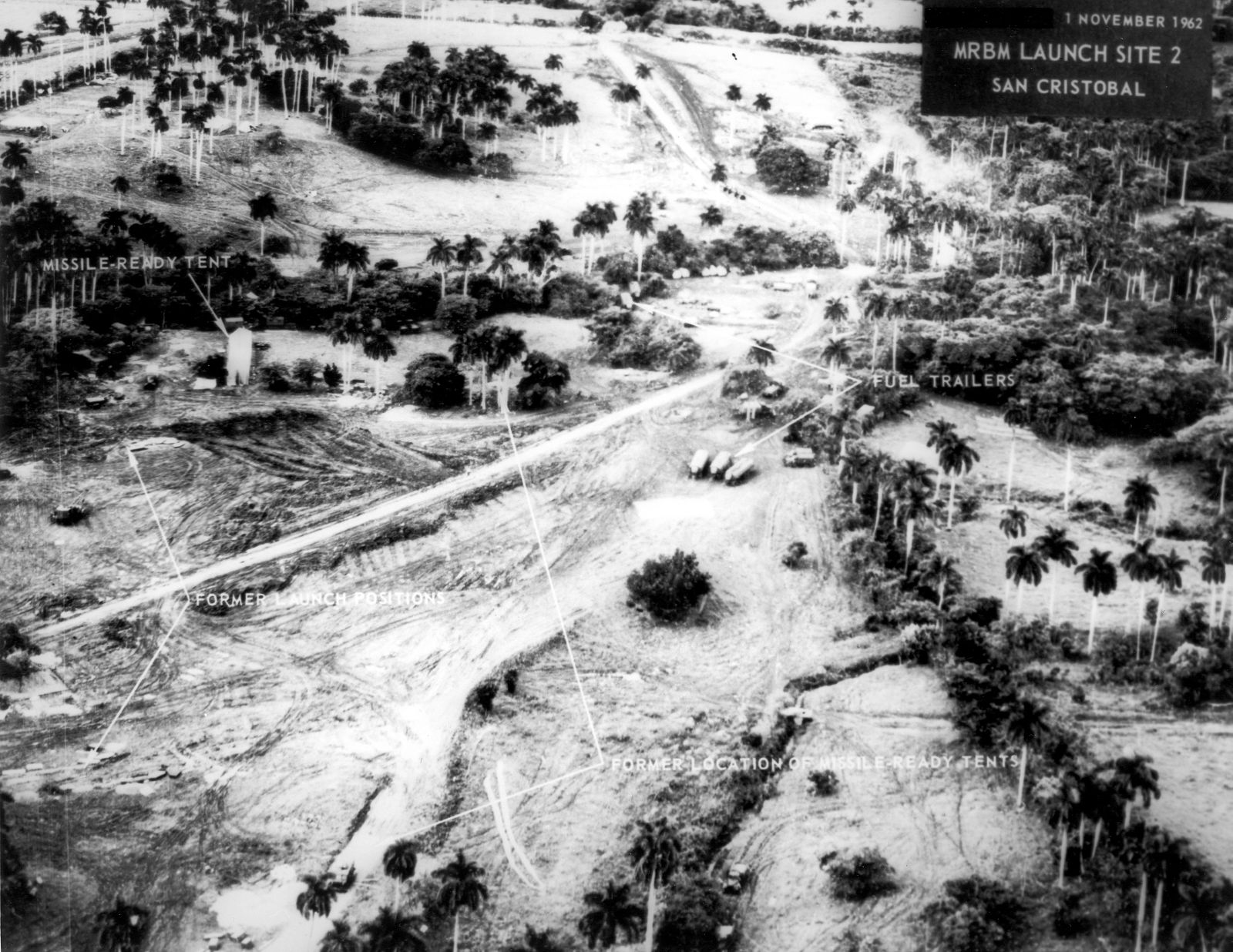
Stationierung sowjetischer Raketen auf Kuba 1962

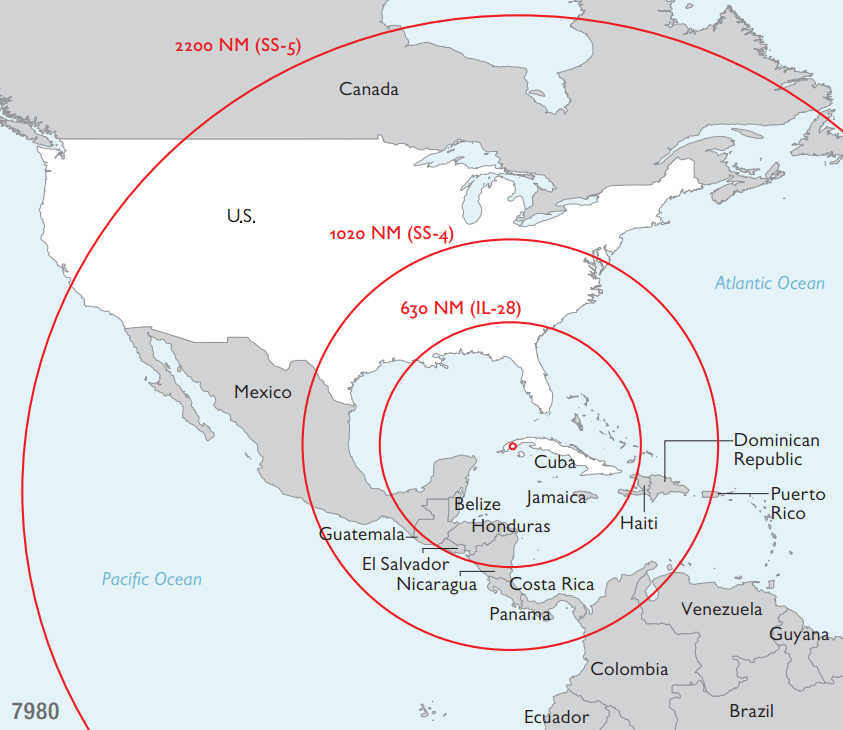
Kubakrise 1962: Reichweite der vor der Krise installierten sowjetischen Raketentypen. Die SS-5 konnte mit 2200 nautischen Meilen (etwa 4000 km) innerhalb von wenigen Minuten fast jeden Punkt in den USA erreichen.

1962 standen die Supermächte und die Welt in der Kubakrise am Rand eines neuen Weltkrieges. Nachdem die USA Jupiter- und Thor-Mittelstreckenraketen in der Türkei stationiert hatten, stationierte die Sowjetunion ihrerseits Atomraketen auf Kuba. Diese hätten die Vorwarnzeiten für einen Angriff auf die USA extrem herabgesetzt. Daraufhin verhängte Präsident Kennedy eine Seeblockade über sowjetische Schiffe, die Kuba anliefen. Die Situation eskalierte bis zu dem Punkt, als die Kurs auf Kuba haltenden sowjetischen Schiffe abdrehten. Über geheime diplomatische Kontakte gelang es dem Bruder des Präsidenten, Robert F. Kennedy, Chruschtschow zum Verzicht auf die Raketenstationierung zu bewegen. Dabei half das der Öffentlichkeit zunächst vorenthaltene Zugeständnis des Abzugs US-amerikanischer Raketen aus der Türkei. Ende August 1963 wurde ein „heißer Draht“ zwischen den Staatschefs beider Supermächte, das sogenannte „rote Telefon“, eingerichtet, um künftige Zusammenstöße infolge von Fehlwahrnehmungen und Irrtümern zu vermeiden.

## Entspannungsbemühungen und Machtbehauptung
Am 5. August 1963 unterzeichneten die USA, die UdSSR und Großbritannien eine erste wichtige Vereinbarung, das Atomteststoppabkommen, welches Tests von Kernwaffen in der Luft, dem Weltraum und unter Wasser verbot. Damit sollte die zunehmende radioaktive Verseuchung der Atmosphäre und der Meere eingedämmt werden. Gleichzeitig wurde damit aber auch ein weiteres nukleares Wettrüsten im Weltraum verhindert. Anders als unterirdische Tests waren solche Versuche leicht nachzuweisen. Die meisten Staaten, auch die Bundesrepublik Deutschland, unterschrieben den Vertrag, nur die angehenden Atommächte Frankreich und China weigerten sich.

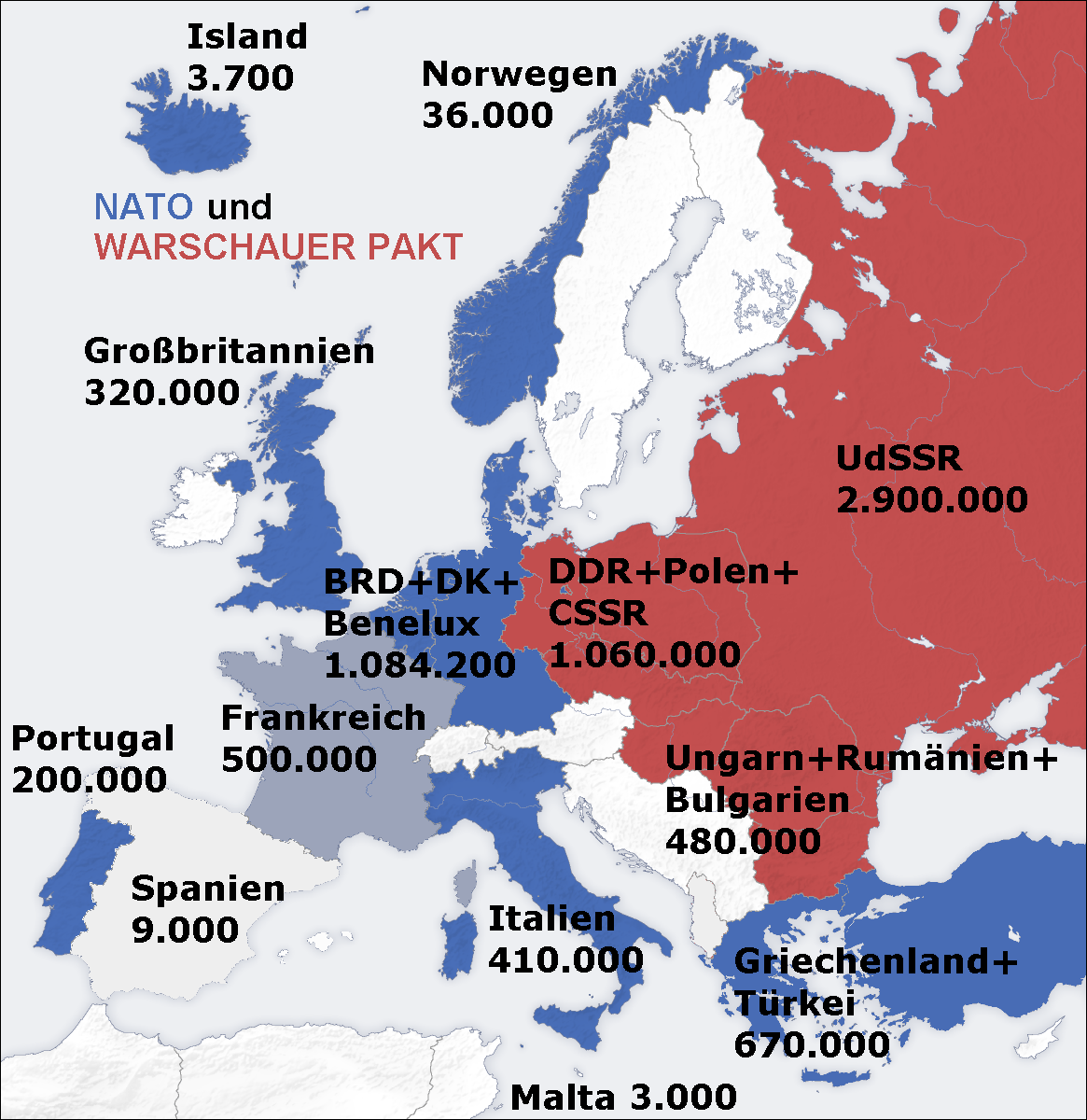
Truppenstärke der NATO-Mitgliedsstaaten inkl. Kontingente aus den USA und Kanada und der Staaten des Warschauer Paktes in Europa 1973

Nach dem Koreakrieg hatten die USA die Strategie der Massiven Vergeltung entwickelt, die bei einem Angriff der Sowjetunion den Einsatz ihrer vollen atomaren Streitmacht vorsah. In Europa gab es die Sorge, die USA könnten (unabhängig davon) ihren atomaren Schirm verringern. Um diese Befürchtungen zu zerstreuen, stellten die USA 1963 den Plan einer Multilateral Force vor, einer NATO-Atomstreitmacht zur See, an der europäische Staaten ohne eigene Atomwaffen sich beteiligen sollten. Obwohl dieser Plan fallen gelassen wurde, löste die Möglichkeit einer westdeutschen Verfügung über Atomwaffen im Ostblock erhebliche Ängste und entsprechende Gegenpropaganda aus. Die Nichtverbreitung von Atomwaffen war nunmehr ein internationales Thema, über das 1964 eine 18-Mächte-Abrüstungskonferenz der Vereinten Nationen in Genf beriet. Innerhalb des Ostblocks hatte die Sowjetunion ein Monopol auf Atomwaffen; seit 1964 verfügt die VR China über Atomwaffen.
Ab 1963 herrschte eine zögernde Entspannungspolitik zwischen den verfeindeten Blöcken vor, die von sowjetischer Seite unter dem Leitbegriff „friedliche Koexistenz“ firmierte, während auf westlicher Seite – und insbesondere im Hinblick auf die deutsche Teilung – die Überwindung des Status quo auf der Basis eines „Wandels durch Annäherung“ (Egon Bahr) propagiert wurde. Die Attraktivität des westlichen Gesellschaftsmodells wurde hierbei als letztlich ausschlaggebend unterstellt.

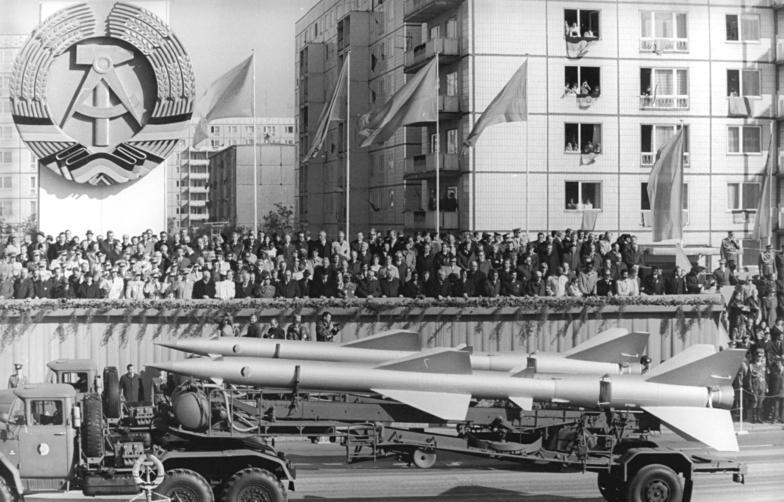
Truppenparade zum 30. Jahrestag der Gründung der DDR mit einer Formation Flugabwehrraketen vom Typ SA-2 Guideline, 1979

Gemäß einer 2016 veröffentlichten Studie von amerikanischen Forschern um Delores Knippe, ging die Welt am 23. Mai 1967, auf dem Höhepunkt des Kalten Krieges, wahrscheinlich nur knapp an einer atomaren Katastrophe vorbei. An diesem Tag fielen sämtliche Frühwarn-Radarstationen des Ballistic Missile Early Warning System (BMEWS) in Kanada, Grönland und England aus. Die Verantwortlichen der US-Armee gingen von einem sowjetischen Angriff aus und ließen nuklear bestückte Bomber auf die Startbahnen rollen. Glücklicherweise konnten noch Astrophysiker des amerikanischen Air Weather Service (AWS) vor dem Start der Atombomber die Militärs davon überzeugen, dass die Radaranlagen von einem der heftigsten Sonnenstürme des zwanzigsten Jahrhunderts gestört wurden, ausgelöst durch große Sonnenflecken. Der Start der Bomber wurde abgebrochen. Der Air Weather Service, zuständig für die Beobachtung des Weltraumwetters, war nur wenige Jahre zuvor in Betrieb genommen worden. Ob es wirklich zu einem nuklearen Waffengang der Supermächte gekommen wäre, wird man wohl nie mehr genau feststellen können. Nach der Logik der Abschreckung hätte eine große Zahl von aufsteigenden US-Bombern von Seiten der Sowjetunion als aggressiver Akt gedeutet werden können. Einmal in der Luft, wäre wahrscheinlich wegen des Sonnensturms auch die Kommunikation zu den Piloten abgebrochen und somit ein nachträgliches Zurückrufen der Bomber unmöglich geworden. Die Vernichtungsspirale wäre nicht mehr zu stoppen gewesen.
1968 versuchten reformorientierte Mitglieder innerhalb der Kommunistischen Partei der ČSSR unter Alexander Dubček Maßnahmen zur Demokratisierung der Tschechoslowakei durchzuführen (Aufhebung der Zensur, Informations- und Meinungsfreiheit, Wirtschaftsreformen). Dieser sogenannte Prager Frühling war aber nur von kurzer Dauer. Die sowjetische Führung bewertete die Auswirkungen der Reformen als konterrevolutionär, ließ Truppen des Warschauer Pakts ab Abend des 20. August 1968 in die Tschechoslowakei einmarschieren und erzwang das Einschwenken der politischen Führung auf die von Moskau vorgegebene Linie. Antisowjetische Demonstrationen wurden blutig niedergeschlagen. Der Westen verurteilte das Vorgehen der Sowjetunion zwar, unternahm aber wie beim Ungarischen Volksaufstand 1956 keine praktischen Schritte. Der sowjetische Staats- und Parteichef Leonid Breschnew rechtfertigte die Intervention nachträglich damit, dass die Souveränität der „sozialistischen Bruderstaaten“ keine Abkehr von den Grundlagen des Sozialismus einschließe; andernfalls sei äußeres Eingreifen gerechtfertigt. Diese Doktrin galt bis zu der von Gorbatschow 1985 vollzogenen Wende („Sinatra-Doktrin“) fort.
1969 begannen bilaterale Gespräche zwischen der Sowjetunion und den USA zur Kontrolle und Begrenzung der Atomwaffen. Diese mündeten in die Unterzeichnung der SALT-Verträge und des ABM-Vertrags. Parallel dazu leitete die sozialliberale Koalition unter Bundeskanzler Brandt (Kabinett Brandt I) mit ihrer Ostpolitik die Entspannung in Mittelosteuropa ein. Sie zielte auf menschliche Erleichterungen im geteilten Deutschland und insbesondere für Berlin, suchte dazu die Verständigung mit den östlichen Nachbarn wie mit der Vormacht Sowjetunion und garantierte in den Ostverträgen die Unverletzlichkeit der nach dem Zweiten Weltkrieg entstandenen Grenzen. Ein weiterer Schritt der Entspannung war 1973 die erste Konferenz für Sicherheit und Zusammenarbeit in Europa (KSZE), die 1975 zur Schlussakte von Helsinki führte.
Im Februar 1972 hatte Richard Nixon (US-Präsident von 1969 bis 1974) durch einen Staatsbesuch in der VR China Entspannungsbereitschaft auch gegenüber der anderen kommunistischen Führungsmacht verdeutlicht und die Voraussetzungen für eine aus Sicht der US-Administration erträgliche Beendigung des Vietnamkriegs verbessert. Seit der Tongking-Resolution des US-Kongresses 1964 hatten die USA offiziell Krieg an der Seite ihrer südvietnamesischen Verbündeten gegen die von Nordvietnam unterstützten kommunistischen Vietcong geführt, nachdem die vormalige Kolonialmacht Frankreich sich nach militärischen Niederlagen zurückgezogen hatte. Trotz intensiven Bombenkriegs und Inkaufnahme bedeutender eigener Verluste an Soldaten und hoher Kosten gelang es der USA nicht, den Vietcong zu besiegen. Am 27. Januar 1973 unterzeichneten die USA und Nordvietnam ein Waffenstillstandsabkommen (Pariser Abkommen); die USA zogen ihre restlichen Truppen aus Südvietnam zurück.

## Letzte Phase des Rüstungswettlaufes

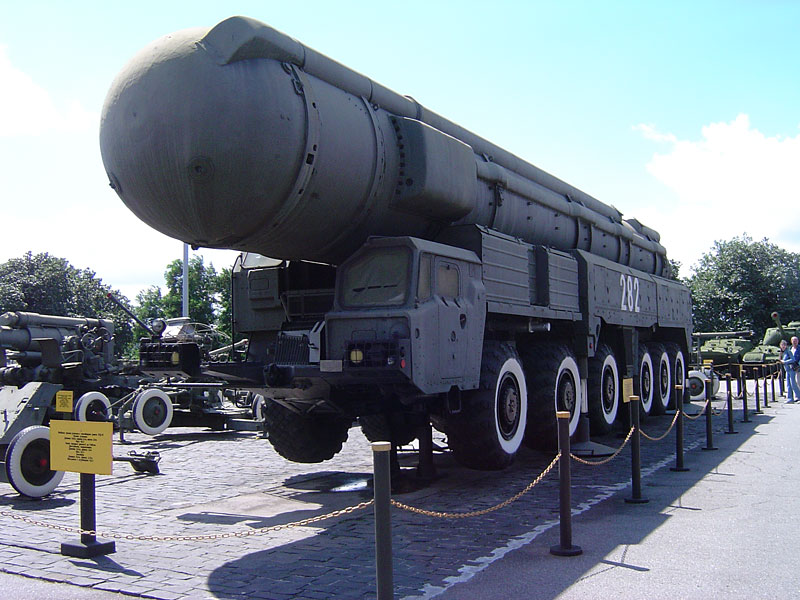
Sowjetische mobile Mittelstreckenrakete SS-20 „Saber“

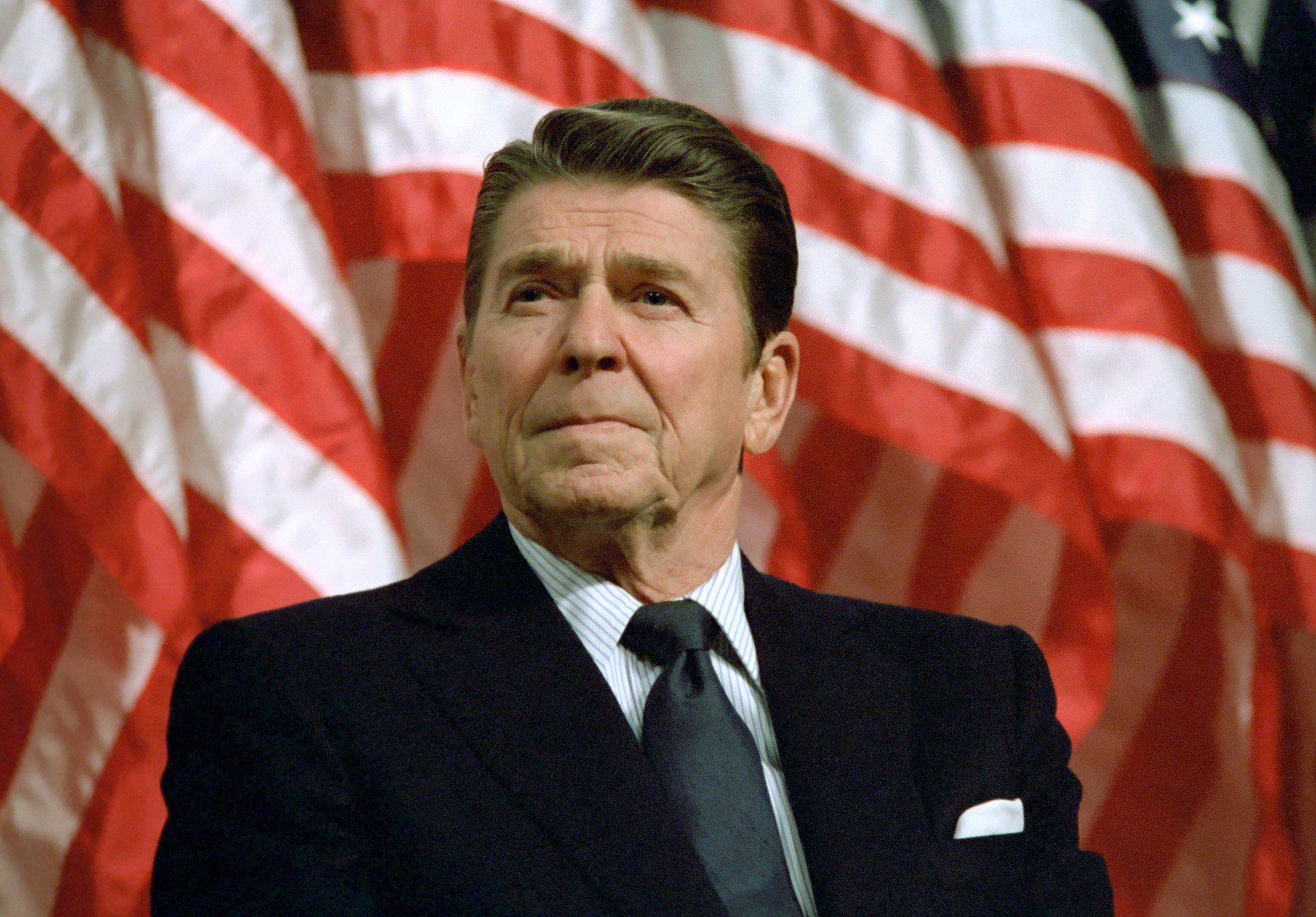
Ronald Reagan 1982

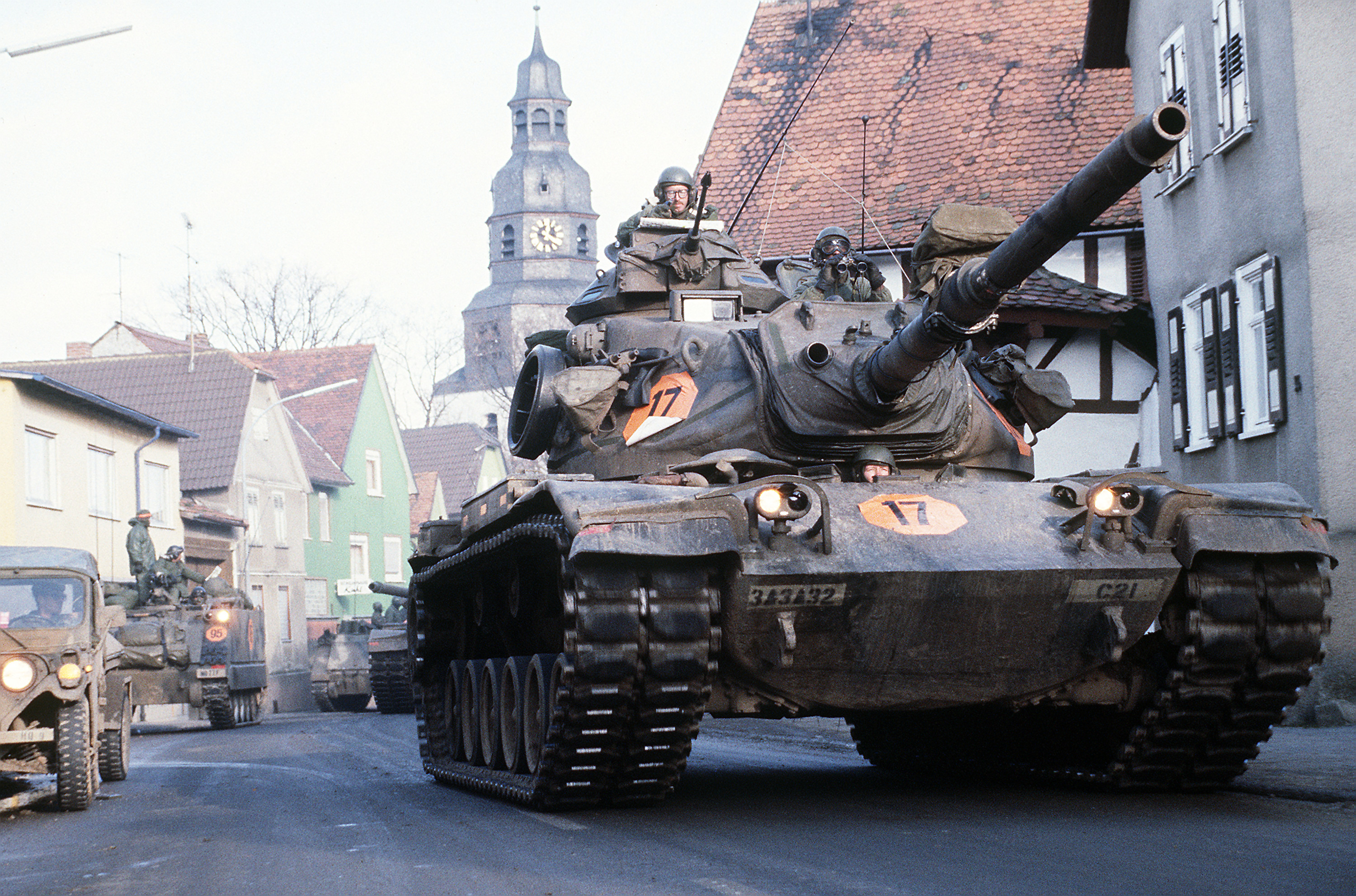
Häufige Militärübungen in der Bundesrepublik sollten die Verteidigungsfähigkeit der NATO sicherstellen, Aufnahme vom Manöver REFORGER 1985 in Hessen.

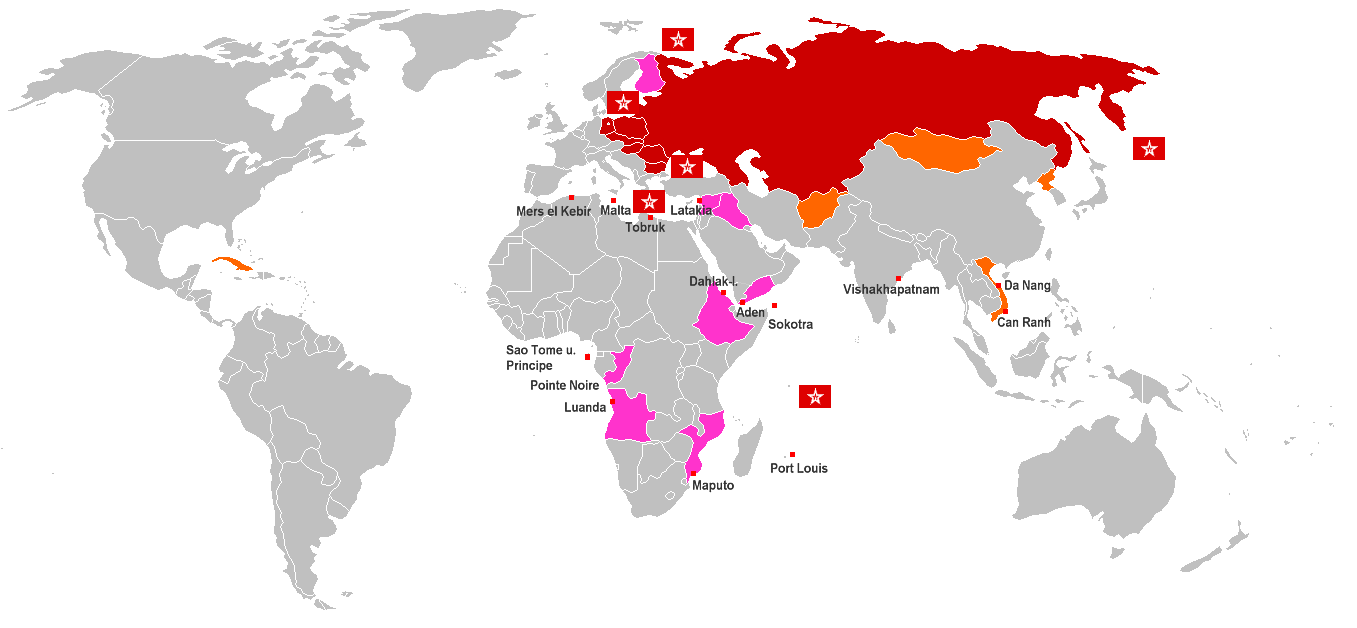
Sowjetische Marinebasen und Ankerrechte 1984

Nuklearwaffenbestand (Anzahl Gefechtsköpfe) der USA und der UdSSR zwischen 1945 und 2014

Nachdem der Warschauer Pakt in den späten 1970er Jahren die eigene Rüstung bereits massiv verstärkte (SS-18 ICBM, große Flottenbauprogramme und neue SSBNs sowie neue strategische Bomber) markierten 1979 zwei nahezu gleichzeitig stattfindende Ereignisse das Ende der Entspannungspolitik der 1970er Jahre und eine Verschärfung des Kalten Krieges: der NATO-Doppelbeschluss, der das entstandene Übergewicht sowjetischer Mittelstreckenraketen neutralisieren sollte, und der sowjetische Einmarsch in Afghanistan, der auch strategische Interessen der USA an den Erdölreserven im Nahen und Mittleren Osten berührte.
Hierauf reagierten die USA unter Präsident Jimmy Carter mit einem Boykott der Olympischen Sommerspiele 1980 in Moskau, dem die meisten westlichen Staaten sich anschlossen. Außerdem belieferten die USA in der Folge die gegen die sowjetische Besatzung kämpfenden afghanischen Mudschaheddin (Glaubenskämpfer) mit Waffen und unterstützten sie über den pakistanischen Geheimdienst Inter-Services Intelligence (ISI) mit Ausbildern. Ronald Reagan als Carters Amtsnachfolger erhöhte die zuvor reduzierten Rüstungsausgaben auf ein neues Rekordniveau und führte darüber hinaus die „Strategic Defense Initiative“ (SDI) (auch Star-Wars-Programm genannt) zur Abwehr strategischer Raketen ein. Damit sollte die Fähigkeit der Sowjetunion zum strategischen Zweitschlag ausgeschaltet werden. Es gehörte ausdrücklich zu den Zielen dieses Vorhabens, einen uneinholbaren Vorsprung im Rüstungswettlauf zu gewinnen, um den Ostblock ökonomisch und politisch zu destabilisieren. Dieser konnte sich die Militärausgaben nach westlichen Einschätzungen nicht mehr lange leisten.
Im Herbst 1982 scheiterten die Genfer Abrüstungsverhandlungen zwischen den USA und der Sowjetunion über den Abbau von Mittelstreckenraketen. Ein Grund dafür war, dass man sich nicht auf die Definition des Gleichgewichts einigen konnte. Die Sowjetunion bezog auch die U-Boot-gestützten Raketen Frankreichs als gegen sich gerichtet in ihre Berechnungen ein, während die USA diese ausklammerten.
Damit wurde die Stationierung einer neuen Raketengeneration auch auf westdeutschem Boden absehbar. Nach der Meinung von Gegnern dieser Nachrüstung dienten die Pershing II und Cruise-Missiles nicht dem Schließen einer „Raketenlücke“ (Bundeskanzler Helmut Schmidt) als Gegengewicht gegen die SS-20, sondern der Umsetzung einer auf „Sieg im Atomkrieg“ ausgerichteten Strategie der USA, die Reagans führender Militärberater Colin S. Gray 1980 öffentlich vorgestellt hatte.
1983 stimmte der Bundestag mit der neuen christlich-liberalen Mehrheit unter Bundeskanzler Helmut Kohl der Aufstellung der NATO-Raketen zu. Dagegen bezog die seit 1979 wachsende westdeutsche Friedensbewegung nun verstärkt Konzepte eines gewaltfreien Widerstands ein. Nach Umfragen waren weiterhin gut zwei Drittel der westdeutschen Bevölkerung gegen die Aufstellung. An den Blockaden an Raketenstandorten nahmen auch viele prominente Politiker, Intellektuelle und einige Bundeswehrgeneräle teil. Parallel fanden in der DDR von staatlicher Seite nicht geduldete Demonstrationen gegen die Aufrüstung auch des Warschauer Paktes statt.
In der bereits 1978 mit der Entwicklung der Neutronenbombe neu eröffneten Runde eines forciert technologischen Rüstungswettlaufs, zu dem auch Stealthflugzeuge und immer komplexere EDV-Systeme gehörten, konnte die Sowjetunion nicht mehr mithalten, zumal sie ihre militärischen und ökonomischen Kräfte mit den vorherigen Rüstungsprogrammen und der Intervention in Afghanistan schon überdehnt hatte.
Auch die gesellschaftspolitischen Verhältnisse in Mittelosteuropa waren neuerlich in Bewegung geraten. Dazu haben wesentlich die auf Gewährleistung der Menschenrechte gerichteten Vereinbarungen der Schlussakte von Helsinki beigetragen, die der Bürgerrechtsbewegung innerhalb des sowjetischen Machtbereichs Auftrieb gaben. Von ausstrahlender Wirkung waren die Streiks und zwischenzeitlichen Erfolge der unabhängigen Gewerkschaft Solidarność unter Lech Wałęsa in der Volksrepublik Polen 1980/81, die – im Sinne der Breschnew-Doktrin – nur mit der Verhängung des Kriegsrechts eingedämmt werden konnten.

## Schlussphase des Kalten Krieges

### Reformen Gorbatschows und Abrüstungsschritte
Die zunehmende wirtschaftlichen Stagnation des Ostblocks seit Anfang der 1980er Jahre förderte auch innerhalb der politischen Führung der Sowjetunion die Einsicht in die Notwendigkeit eines Kurswechsels. 1985 leitete der neue Generalsekretär des ZK der KPdSU, Michail Gorbatschow, ein Reformprogramm ein, das er Perestroika (Wende in Wirtschaft und Verwaltung) und Glasnost (Offenheit und Transparenz nach innen und außen) nannte. Außenpolitisch sollte zunächst das gigantische Haushaltsdefizit der Sowjetunion durch wechselseitige Abrüstung der Blöcke aufgefangen werden. Dem standen anfangs die SDI-Pläne der US-Regierung entgegen, die eher eine neue Runde im Rüstungswettlauf hätten einleiten können.
Im November 1985 trafen sich US-Präsident Ronald Reagan und KPdSU-Generalsekretär Michail Gorbatschow in Genf zu einem Gipfeltreffen. Thema der Gespräche war das amerikanische Weltraumprojekt SDI, die strategische Rüstung, Afghanistan und die Menschenrechte. Eine Lösung für die Hauptprobleme brachten die zweitägigen Gespräche nicht, doch der Genfer Gipfel bedeutet eine klimatische Wende in den Ost-West-Beziehungen.

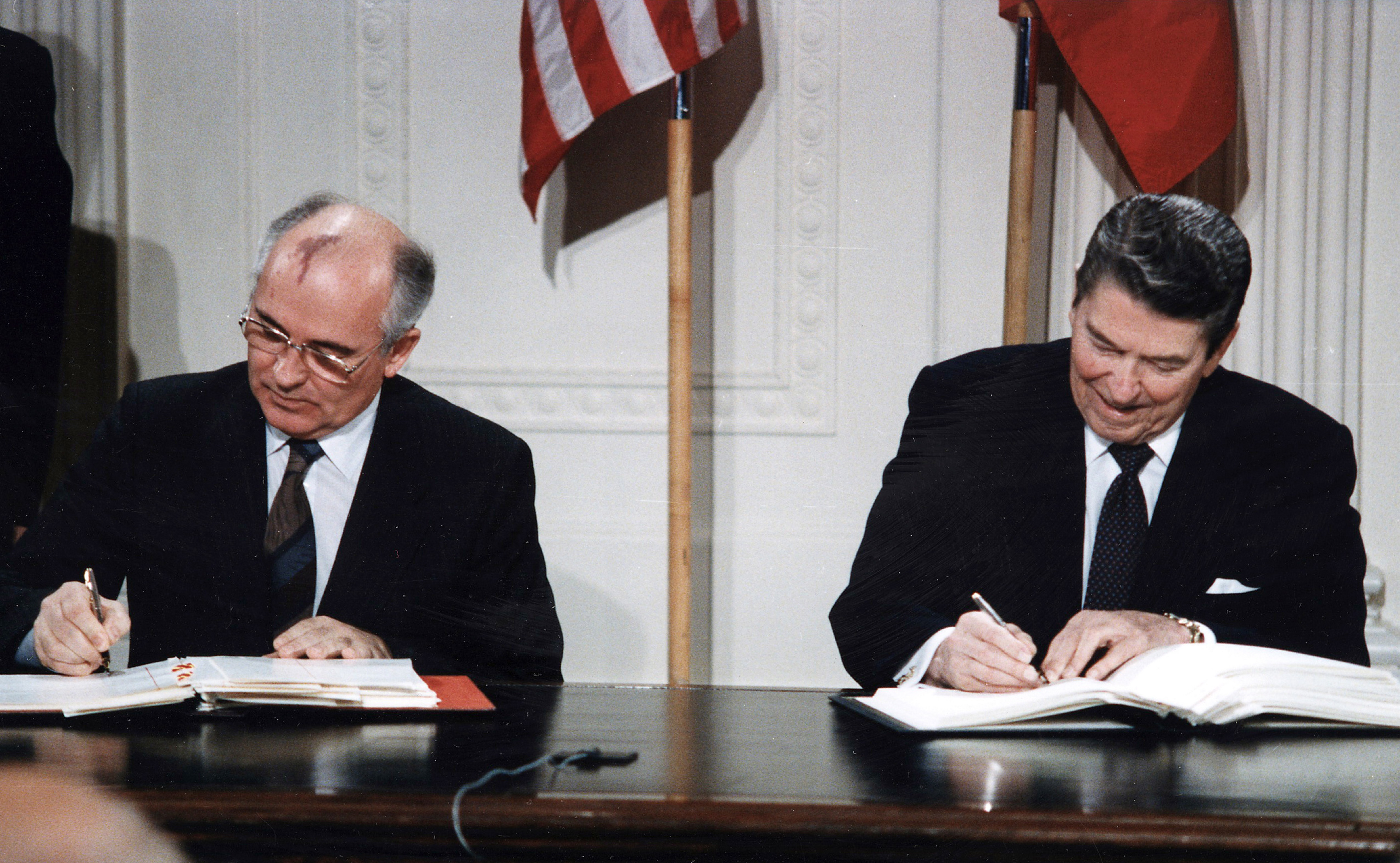
Michail Gorbatschow und Ronald Reagan, 1987

1986 legte Gorbatschow überraschend einen Plan zur Abschaffung aller Atomwaffen bis zum Jahr 2000 vor, um die westliche Blockadehaltung zu überwinden. Nach einigen Schwierigkeiten der Unterhändler bei den seit Herbst 1985 laufenden Genfer Abrüstungsgesprächen kam es im Oktober 1986 zu einem Gipfeltreffen zwischen Reagan und Gorbatschow in Reykjavík. Dort wurde die Halbierung der Menge aller Atomwaffen und die Abschaffung aller ballistischen Raketen binnen zehn Jahren diskutiert. Eine sofortige Einigung scheiterte daran, dass die USA am SDI-Programm festhielten, das aus Sicht der Sowjetunion gegen den ABM-Vertrag über Raketen-Abwehrraketen von 1972 verstieß.
Bereits 1987 aber machte Gorbatschow nicht mehr ein Gesamtpaket einschließlich der Abkehr der USA vom SDI-Programm zur Vorbedingung konkreter Abrüstungsschritte. Es kam schließlich zum INF-Vertrag, der die Verschrottung aller Mittelstreckenraketen in Europa vorsah. Zudem wurde mit dem START-I-Vertrag die Reduzierung der strategischen Kernwaffen eingeleitet. Ferner sollten Obergrenzen bei antiballistischen Raketen und Mischungsverhältnisse von Offensiv- und Defensivwaffen festgelegt werden. Dies war der bis dahin weitestreichende Durchbruch zur Abrüstung, der das Ende des Kalten Krieges einläutete.

### Selbstbestimmte Entwicklungen in den mittel- und osteuropäischen Ländern

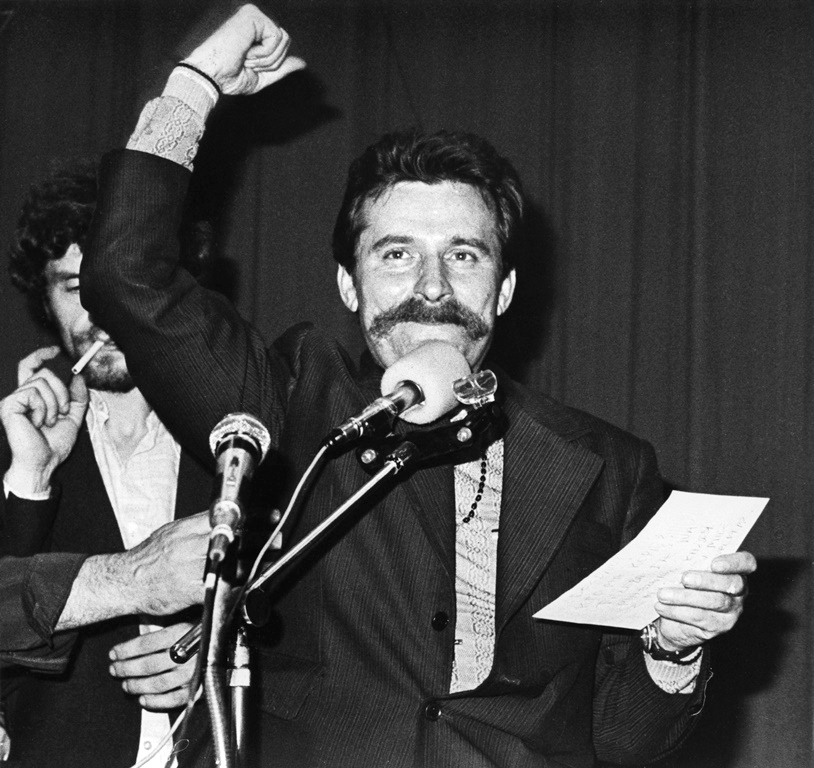
Wałęsa während des Streiks auf der Lenin-Werft

Nach der ausdrücklichen Abkehr Gorbatschows von der Breschnew-Doktrin kam es zu unterschiedlichen eigenständigen Entwicklungen in den europäischen Ostblockstaaten. In Polen fanden bereits im April 1988 nicht genehmigte Streiks statt. Im August kamen Gespräche zwischen der verbotenen Gewerkschaft Solidarność und der kommunistischen Regierung in Gang; im Dezember wurde das oppositionelle Bürgerkomitee unter Vorsitz Lech Wałęsas gegründet. Nach der Neubildung von Parteien kam es am 4. Juni 1989 zum Sieg des Bürgerkomitees bei Parlamentswahlen. Ähnlich verlief die Entwicklung in Ungarn.
Einen Tag nach dem Mauerfall in Berlin trat in Bulgarien der langjährige Ministerpräsident Todor Schiwkow von allen Ämtern zurück. Im Zuge der Machterhaltung unterzog sich die regierende kommunistische Partei einer politischen Neuausrichtung, was neben dem Parteiausschluss des alten Machtapparates auch die Neugründung als sozialistische Partei zur Folge hatte. Mit den 1990 durchgeführten ersten freien Parlamentswahlen endete auch in Bulgarien die Ära des Sozialismus.

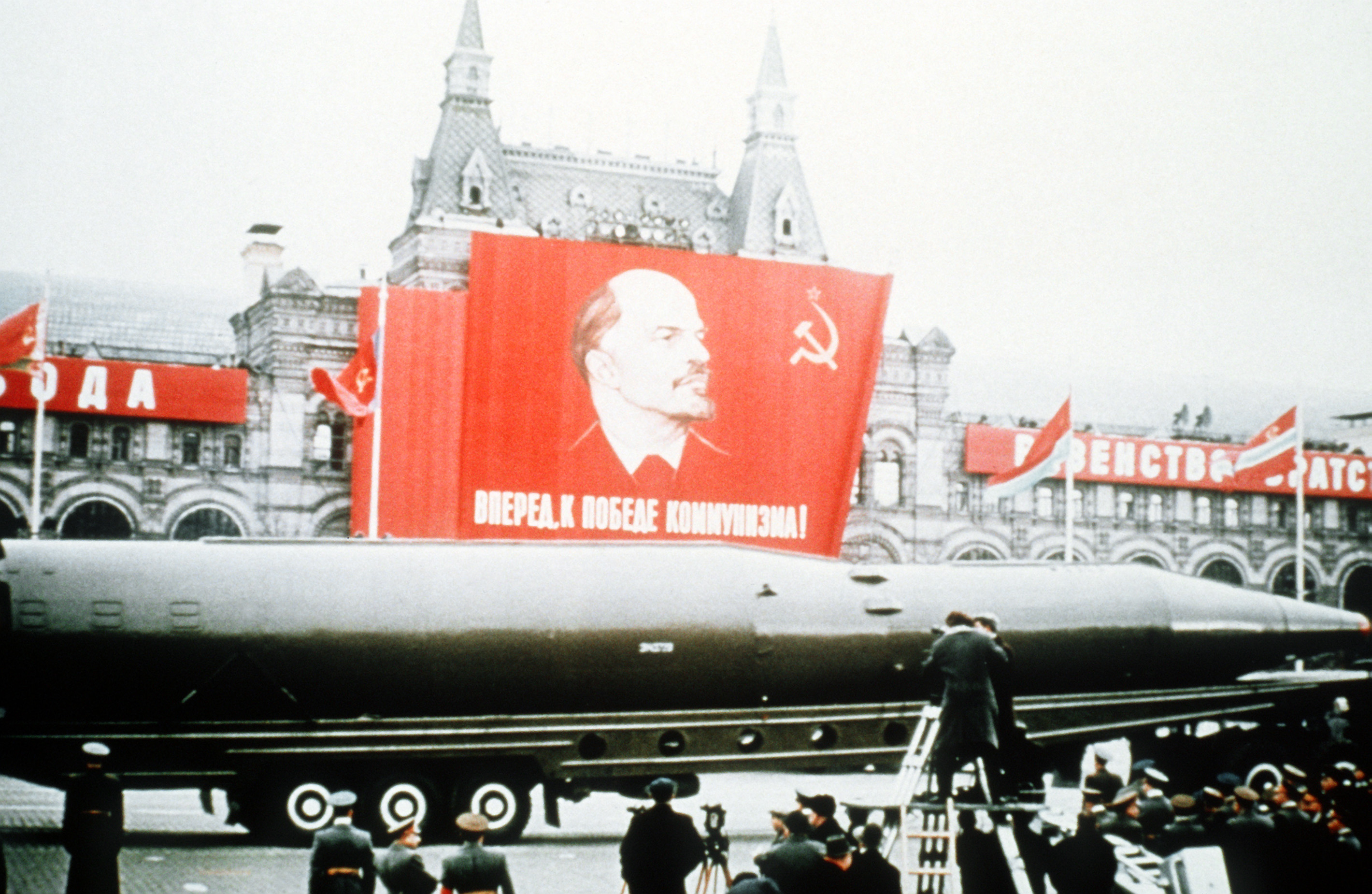
Militärparade auf dem Roten Platz in Moskau am 18. September 1990

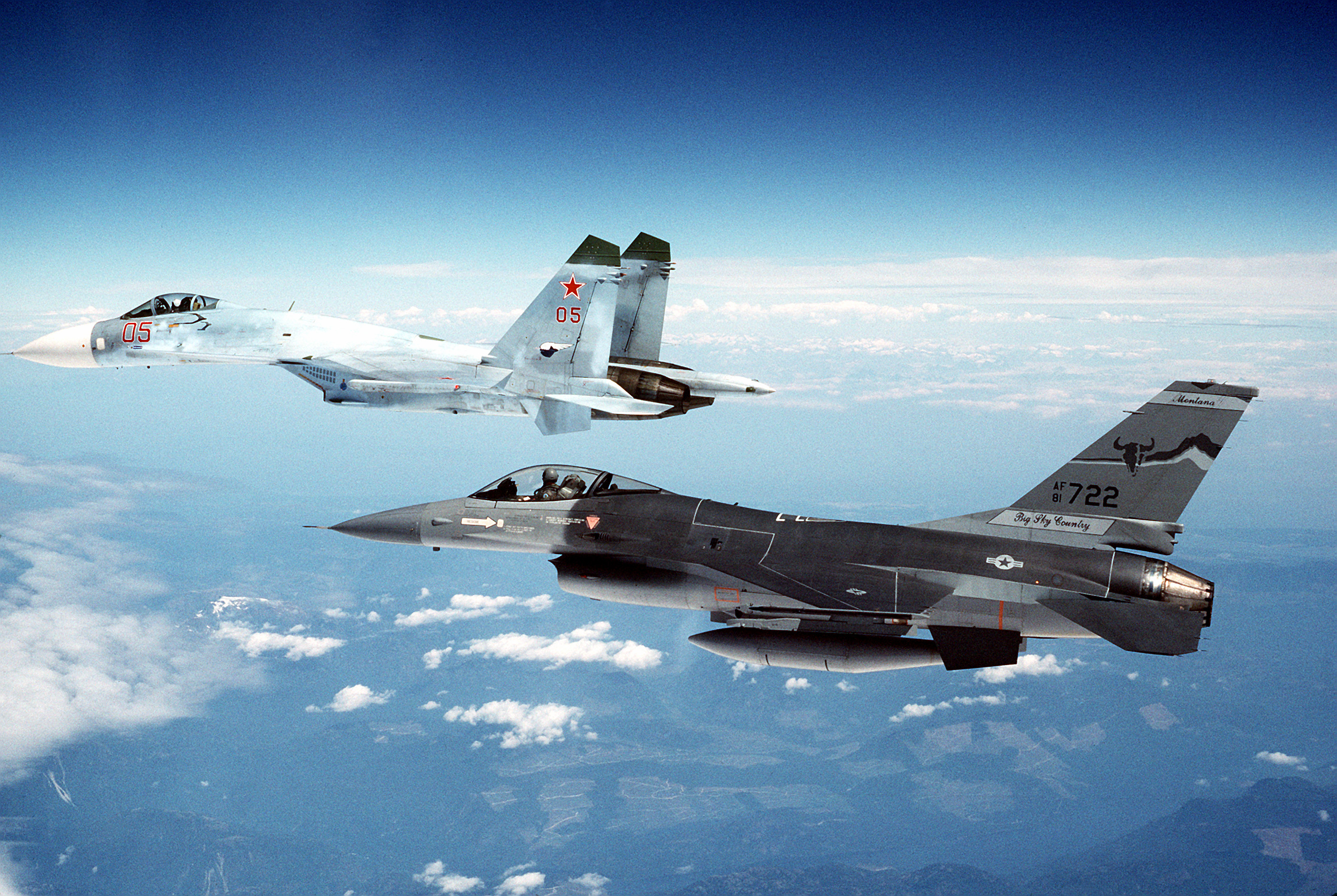
Eine sowjetische Su-27 Flanker und eine US-amerikanische F-16A Fighting Falcon im August 1990

Im November 1989 folgten Massenproteste und erfolgreiche Revolutionen auch in der Tschechoslowakei. In Prag verlief der politische Umsturz unblutig, mit Václav Havel und Alexander Dubček wurden zwei bekannte Kritiker des alten Systems neuer Präsident und Parlamentspräsident.
Zur gleichen Zeit kam es in mehreren Städten Rumäniens zu blutigen Zusammenstößen zwischen Zivilisten und Soldaten der Armee und des Geheimdienstes Securitate. Nachdem große Teile des Militärs sich mit den Demonstranten solidarisiert hatten, floh der bisherige Machthaber Nicolae Ceaușescu aus Bukarest. In der rumänischen Hauptstadt kam es in der Folgezeit zu vereinzelten Gefechten zwischen Soldaten und Heckenschützen, die vermutlich der Securitate angehörten. Ceaușescu wurde drei Tage nach seiner Flucht zusammen mit seiner Frau verhaftet, vor ein Militärgericht gestellt und anschließend standrechtlich erschossen. Nach dem Tod des Diktators sowie dem Ende der Kampfhandlungen, die knapp 1.000 Menschen das Leben gekostet hatten, löste sich die bislang regierende kommunistische Partei auf. Als neuer Staatspräsident wurde mit Ion Iliescu ein ehemaliger Parteikader eingesetzt, der sich Mitte der 1980er Jahre mit Ceaușescu überworfen hatte. Durch einen überlegenen Sieg seiner Nationalen Rettungsfront FSN bei den ersten freien Parlamentswahlen wurde Iliescu im Mai 1990 in seinem Amt bestätigt. Die Wahlen waren von neuen Protestkundgebungen begleitet, deren anschließende Zusammenstöße zwischen Unterstützern und Gegnern Iliescus sechs Todesopfer forderte. Auseinandersetzungen innerhalb der regierenden FSN und deren anschließende Spaltung verhinderten auch in der Folgezeit eine stabile Nachfolgeregierung in Rumänien.

### Friedliche Revolution in der DDR, Mauerfall und deutsche Wiedervereinigung

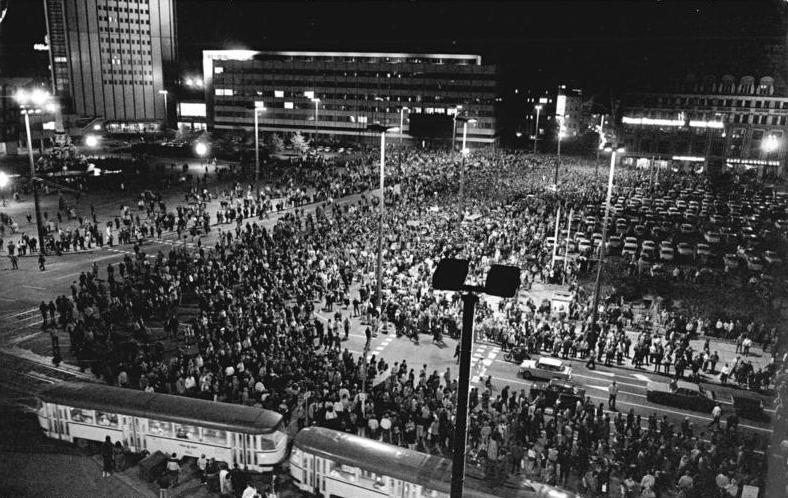
Demonstration am 16. Oktober 1989 in Leipzig mit 120.000 Menschen

In der DDR verstärkte sich im Juli 1989 die Flüchtlings- und Ausreisewelle, denn ab dem Frühjahr 1989 baute Ungarn die Grenzanlagen zu Österreich ab. Bei der Öffnung eines Grenztors zwischen Österreich und Ungarn beim Paneuropäischen Picknick am 19. August 1989 gelangten rund 700 Ostdeutsche über die Grenze von Ungarn nach Österreich. Es war die größte Fluchtbewegung aus Ost-Deutschland seit dem Bau der Berliner Mauer. Die Schirmherren des Picknicks (Otto von Habsburg und der ungarische Staatsminister Imre Pozsgay) sahen im geplanten Picknick eine Chance, die Reaktion Gorbatschows auf eine Grenzöffnung am Eisernen Vorhang zu testen. Dabei wurde insbesondere geprüft, ob Moskau den in Ungarn stationierten sowjetischen Truppen den Befehl zum Eingreifen geben würde.
Mit der Massenflucht beim Paneuropäischen Picknick und dem Nichteingreifen der Sowjetunion brachen dann die Dämme. Nun machten sich Ostdeutsche zu Zehntausenden nach Ungarn auf, das nicht mehr bereit war, seine Grenzen völlig dicht zu halten. Die Führung der DDR in Ostberlin wagte aber nicht, die Grenzen des eigenen Landes völlig zu verriegeln. Der ungarische Verzicht auf Grenzkontrollen ab dem 11. September 1989 führte dann zu einer unkontrollierten Massenflucht an DDR-Bürgern.
Danach fanden in immer mehr DDR-Städten die von Leipzig ausgehenden Montagsdemonstrationen statt, in denen eine Demokratisierung der Gesellschaft gefordert wurde („Wir sind das Volk“). Anlässlich der Feierlichkeiten des 40. Jahrestages der Republik am 7. Oktober in Berlin, die ebenfalls von Demonstrationen begleitet waren, riet der geladene Michail Gorbatschow der DDR-Führung unter Erich Honecker nochmals zur Übernahme seines Reformkurses (daher die Kurzformel: Wer zu spät kommt, den bestraft das Leben.), den die SED-Führung bis dahin – trotz der stets propagierten sowjetischen Vorbildfunktion (Von der Sowjetunion lernen, heißt Siegen lernen!) – nachdrücklich abgelehnt hatte. Vor einem Militäreinsatz gegen die Großdemonstrationen schreckte die nun völlig isolierte DDR-Führung aber zurück. Anders als bei den Volkserhebungen in der DDR 1953, in Ungarn 1956 und in Prag 1968 konnte nun nicht mehr auf den Einsatz von Streitkräften des Warschauer Paktes gegen die Demonstranten gezählt werden. So kam es erst zur Absetzung Honeckers im Politbüro der SED und schließlich – nach Ankündigung eines grundlegend liberalisierten Reisegesetzes für alle DDR-Bürger – zum spontanen Massenansturm auf die Berliner Grenzübergänge und zum Mauerfall.
Auf einem Treffen mit Bundeskanzler Kohl in Gorbatschows kaukasischer Heimat gab dieser am 15. Juli 1990 sein Einverständnis, dass ein vereintes Deutschland Mitglied der NATO sein könne. Bedingung war, dass die NATO auf eine Expansion auf das ehemalige DDR-Territorium verzichten solle, solange dort sowjetische Truppen stationiert waren. Deren Abzug wurde in einem Sondervertrag geregelt. Die Bundesrepublik Deutschland verpflichtete sich im Gegenzug, die Bundeswehr dauerhaft auf maximal 370.000 Soldaten zu begrenzen und auf ABC-Waffen auch künftig zu verzichten.
Aufgrund eines von der Volkskammer der DDR verabschiedeten Wahlgesetzes fanden im Frühjahr die ersten freien Parlamentswahlen der DDR statt. Standen bisher die Forderungen nach demokratischen Reformen innerhalb der DDR im Mittelpunkt der Demonstrationen, so verstärkte sich im Vorfeld der Wahlen der Ruf nach einer Vereinigung mit der Bundesrepublik („Wir sind ein Volk!“), was sich letztlich in einem überlegenen Wahlsieg des von der bundesdeutschen Regierung unterstützten Parteien-Bündnisses „Allianz für Deutschland“ widerspiegelte.
Nach der Währungs-, Wirtschafts- und Sozialunion vom 1. Juli wurde am 31. August der deutsche Einigungsvertrag geschlossen. Am 3. Oktober 1990 wurde die deutsche Wiedervereinigung durch Beitritt der DDR zum Geltungsbereich des Grundgesetzes vollzogen. Auf die in der ursprünglichen Fassung des Grundgesetzes in Artikel 146 vorgesehene neue Verfassung wurde anderen Auffassungen zum Trotz (unter anderem der Verfassungsentwurf des Runden Tisches) mit Hinweis auf die Bewährtheit des Grundgesetzes verzichtet.

### Ende des „Supermächte“-Dualismus
In der Charta von Paris wurde am 21. November 1990 der Kalte Krieg formell beigelegt. Die 34 KSZE-Staaten bekannten sich zur Demokratie als Regierungsform und zur Achtung der Menschenrechte. Mitte 1991 folgte die Auflösung des Warschauer Pakts und des Rates für gegenseitige Wirtschaftshilfe (RGW).

### Zerfall der Sowjetunion
1991 erreichte die Abkehr vom sowjetischen Zentralismus auch die Sowjetunion selbst. Da Gorbatschow das Selbstbestimmungsrecht der Völker im Einflussbereich der Sowjetunion anerkannt hatte, verlangten nun auch die baltischen Staaten Unabhängigkeit und Rückzug der Sowjetarmee aus ihren Hoheitsgebieten. Dem versuchte Gorbatschow noch mit einer Verfassungsänderung zu begegnen, die mehr Föderalismus und Teilautonomie gewährte, aber die staatliche Einheit der Sowjetunion wahren sollte. Der gegen Gorbatschows Reformkurs gerichtete, am Volkswiderstand gescheiterte Augustputsch beschleunigte das Ende der KPdSU und das der Sowjetunion. Gorbatschow trat von seinem Amt als Generalsekretär zurück. Boris Jelzin verbot die KPdSU für das Gebiet der russischen Unionsrepublik. Wenige Wochen darauf erklärten sich die baltischen Republiken für unabhängig (→ Singende Revolution), viele Teilrepubliken setzten ihre KP-Führer ab. Die Sowjetunion wurde zum Jahresende 1991 aufgelöst. Aus einigen der neu gegründeten Staaten bildete sich die GUS.
Der rasche Niedergang und schließlich kollapsartige Zusammenbruch der Sowjetunion kam für westliche Beobachter wie auch für die amerikanische Führung teilweise überraschend, da die Sowjetunion bis zuletzt den Status der hochgerüsteten Supermacht besaß, die die eigenen Interessen und Einflussgebiete kaum freiwillig preisgeben würde. Andererseits gab es westliche Analysen, die eine Zahlungsunfähigkeit und den ökonomischen Zusammenbruch der Sowjetunion prognostiziert hatten.

### Nach dem Kalten Krieg
Die USA galten nach Ende des Kalten Krieges als einzige verbliebene Supermacht. Im Laufe der 2010er Jahre schloss die Volksrepublik China als neue Supermacht zu den USA auf. Die daraus erwachsende Rivalität beider Staaten wird teilweise als „Zweiter Kalter Krieg“ bezeichnet und hält weiterhin an.

## Deutungen der Entstehungsursachen des Ost-West-Konfliktes

### Verhalten der Sowjetunion als Auslöser
Die Epoche des Kalten Krieges wird besonders unter US-amerikanischen Historikern und Politikwissenschaftlern kontrovers bewertet. Die mit Beginn des Kalten Krieges aufkommende „orthodoxe“ Sicht (z. B. Herbert Feis) sah die Hauptverantwortung für seinen Verlauf in einem ideologisch begründeten Expansionsdrang der Sowjetunion, dem sich die USA in verteidigender Weise entgegenstellte. Die Sowjetunion habe nach dem Zweiten Weltkrieg besonders Länder in Osteuropa sowie mit China das bevölkerungsreichste Land der Welt in ihren Einflussbereich gebracht, was ihre Eindämmung durch die USA und die Verteidigung von Freiheit und Demokratie erfordert habe. Außerdem wird auf Stalins bestimmende Rolle im sowjetischen Verhalten zu Beginn des Kalten Krieges hingewiesen. In dieser Zeit wurde das Stichwort der nationalen Sicherheit geschaffen, das als Schlagwort die US-amerikanische Bevölkerung hinter die antikommunistische Politik ihrer Regierung bringen sollte. In Deutschland vertrat Boris Meissner (1953) eine international beachtete entsprechende Position.

### „Kapitalistische Expansion“ der USA als Auslöser
Die sogenannte „revisionistische“ Schule, vertreten etwa von William Appleman Williams oder Gabriel Kolko, betonte seit den 1960er Jahren hingegen das von ökonomischen und hegemonialen Interessen bestimmte Vorgehen der USA als treibende Kraft in dem Systemkonflikt. Die kapitalistische Tendenz zur Expansion sei Basis der amerikanischen Außenpolitik gewesen, die auf die Öffnung neuer Märkte gezielt habe. Die beispielsweise im Marshallplan sichtbar gewordene Einmischung der USA in die ökonomische Struktur europäischer Länder habe zur Konfrontation mit der Sowjetunion geführt, die ihre eigene Sicherheit habe bedroht sehen müssen.

### Alternative Ansätze
Letzten Endes gingen beide Ansätze von einem Aggressor aus, dem ein reagierender Verteidiger gegenüberstand. Die beiden Schulen mussten mit dem erheblichen Mangel kämpfen, dass ihnen zum großen Teil nur Informationen aus den USA zugrunde lagen und selbst diese oft als geheim klassifiziert waren. Der hauptsächlich seit den 1990er Jahren hinzugekommene „Postrevisionismus“ verlässt sich demgegenüber mehr auf die Analyse von schrittweise zugänglich gewordenen Archiven beider Kontrahenten nach dem Ende des Kalten Krieges. Dieser Ansatz gilt allgemein als ausgewogener, auch wenn in ihm ebenfalls Schwerpunktlegungen auf jeweils eine der beiden Seiten vorzufinden sind. Heraus ragte Daniel Yergin mit der Interpretation der Rigaer Schule. Der führende Vertreter dieser Schule etwa, John Lewis Gaddis, nimmt entsprechend eine bereits als „neo-orthodox“ bezeichnete Haltung ein, indem er wiederum Stalins Persönlichkeit als eigentliche Ursache für die Entstehung des Kalten Krieges hervorhebt und den USA eher die reagierende Rolle zuschreibt.